# Gemeine Wegwarte
Die Gemeine Wegwarte oder Gewöhnliche Wegwarte (Cichorium intybus), auch Zichorie (von lateinisch cichorea), kurz auch Wegwarte (seltener Wegwart) genannt, ist eine Pflanzenart aus der Familie der Korbblütler (Asteraceae). Sie wächst in Mitteleuropa häufig an Wegrändern. Kulturformen sind Chicorée, Zuckerhut (Fleischkraut), Radicchio, Schnittzichorie und die Wurzelzichorie.

## Beschreibung

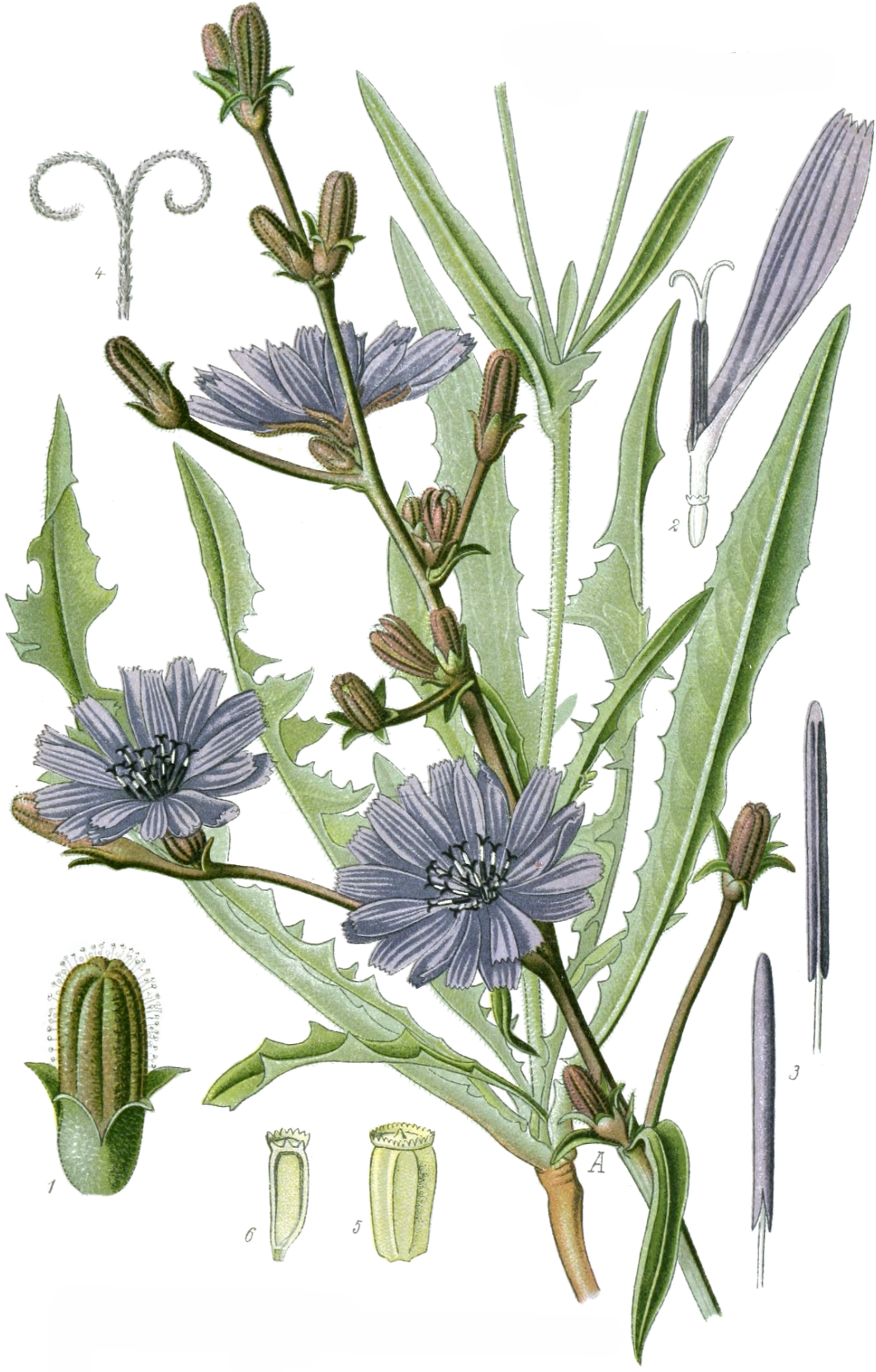
Illustration von Otto Wilhelm Thomé

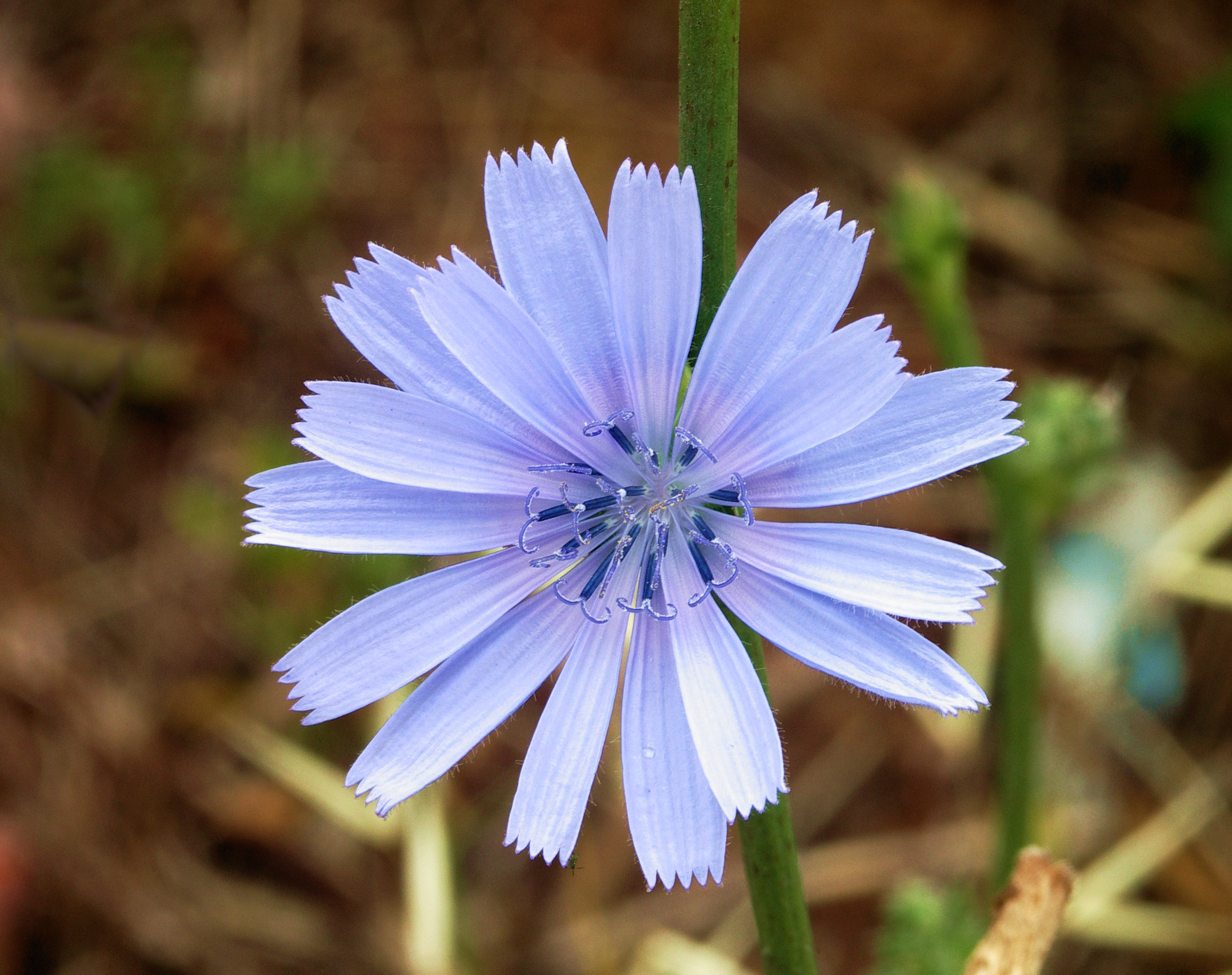
Blütenkörbchen

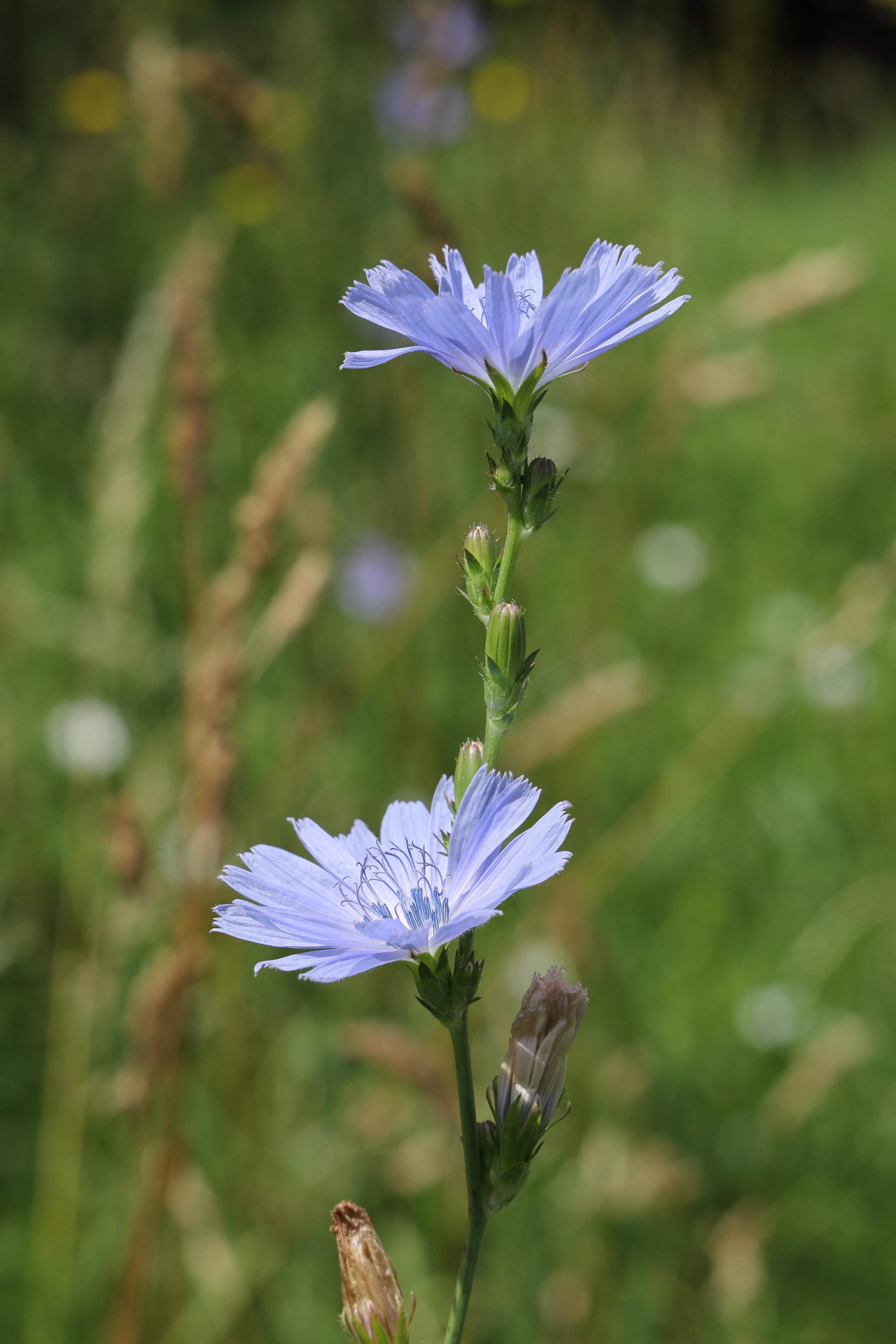
Blütenkörbchen im Profil

### Vegetative Merkmale
Die Gewöhnliche Wegwarte ist eine ausdauernde, krautige Pflanze, die Wuchshöhen von 30 bis 140, selten bis zu 200 Zentimetern erreicht. Sie führt weißen Milchsaft. Die Art besitzt eine tiefreichende Pfahlwurzel. Die Stängel stehen steif aufrecht, sind derb, kantig und besonders im oberen Teil sparrig-ästig.

Die Grundblätter und die unteren Stängelblätter sind schrotsägeförmig fiederschnittig, sie sind gestielt und ihre Unterseite ist borstig behaart. Die Grundblätter sind 8 bis 25 cm lang und 1 bis 7 cm breit. Die oberen Stängelblätter haben eine länglich-lanzettliche Form, sind fiederspaltig bis ungeteilt und sind ohne Blattstiel sitzend mit geöhrtem oder herzförmigem Blattgrund.

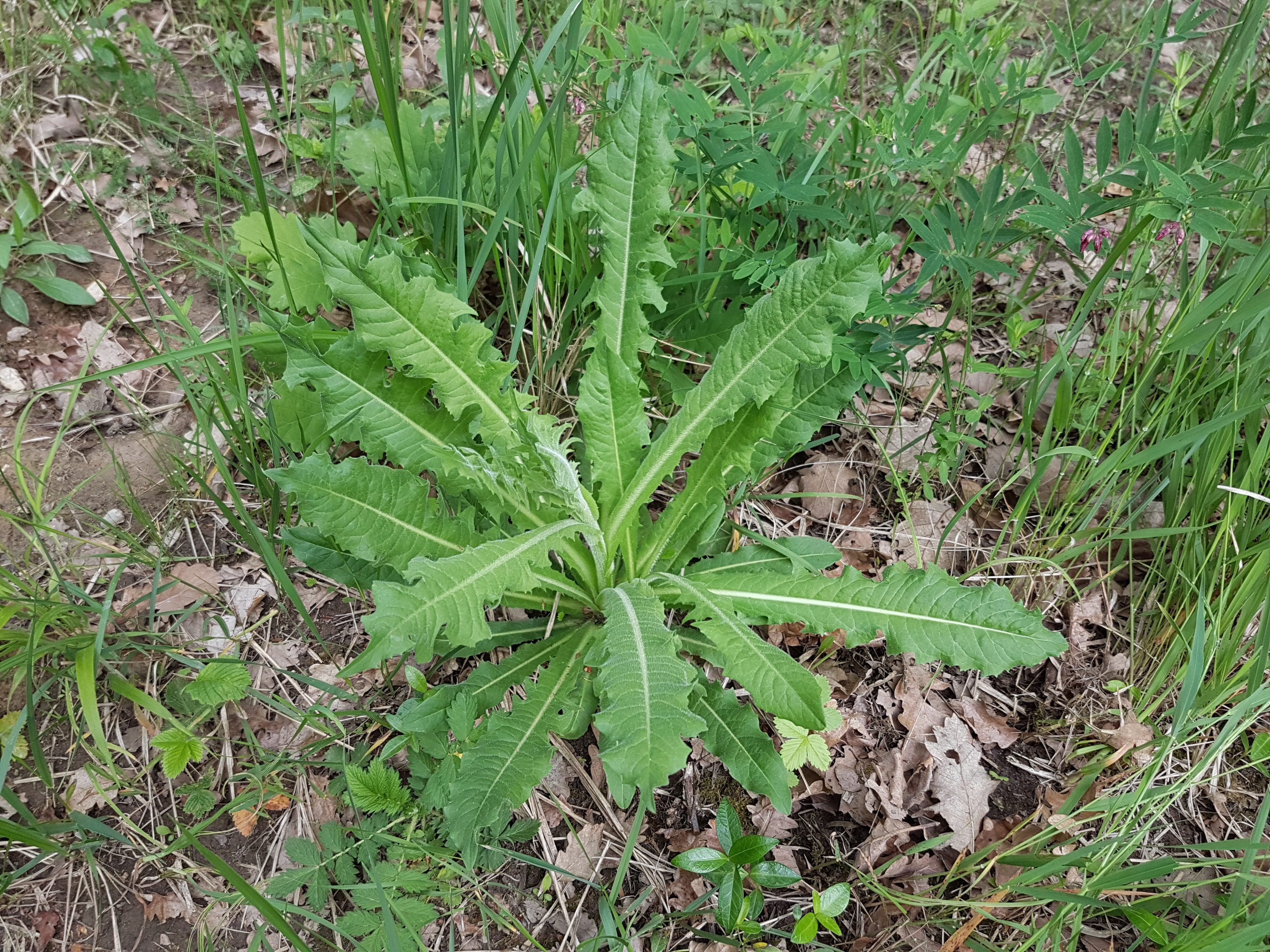
Blattrosette
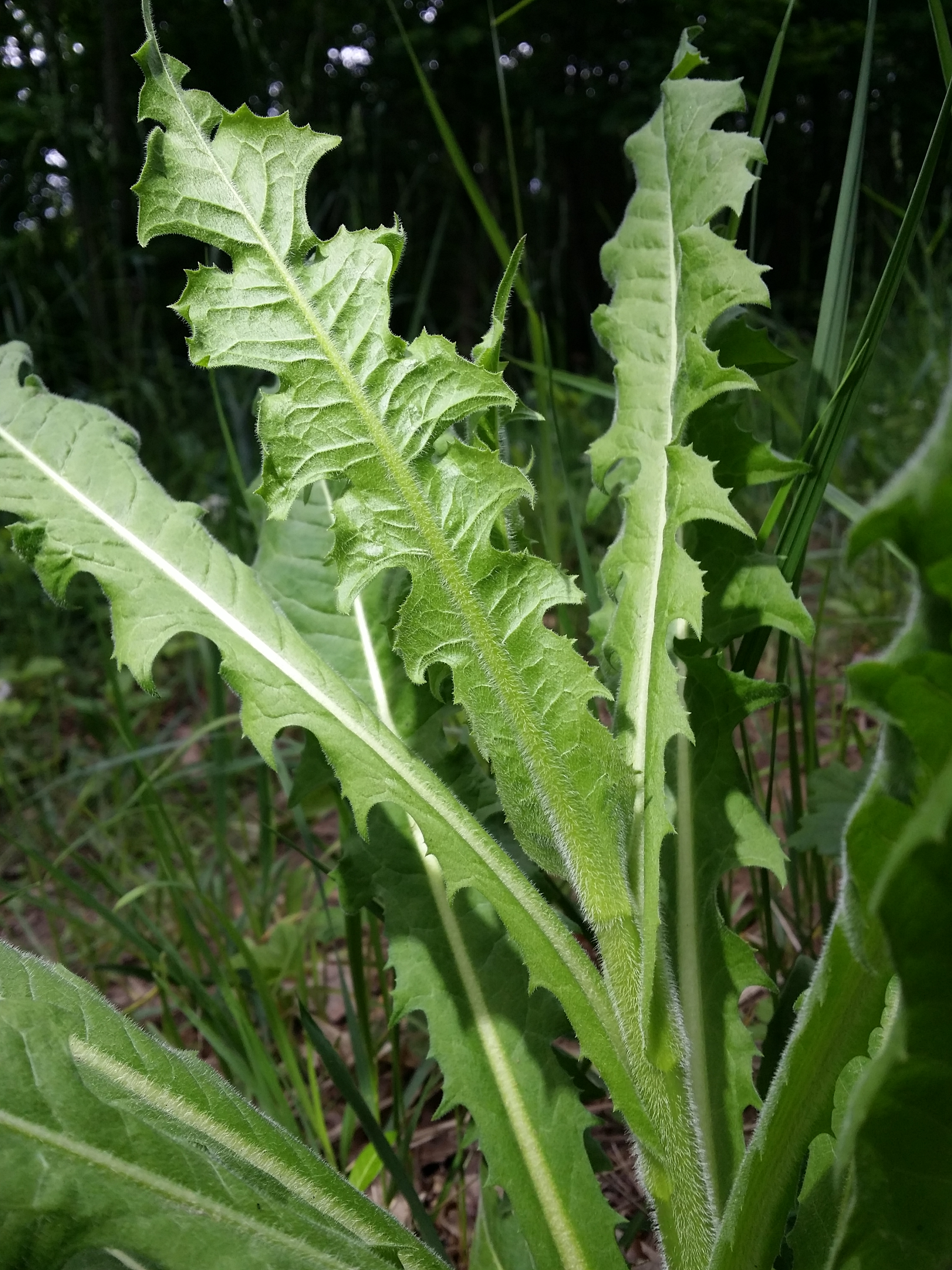
Untere Laubblätter
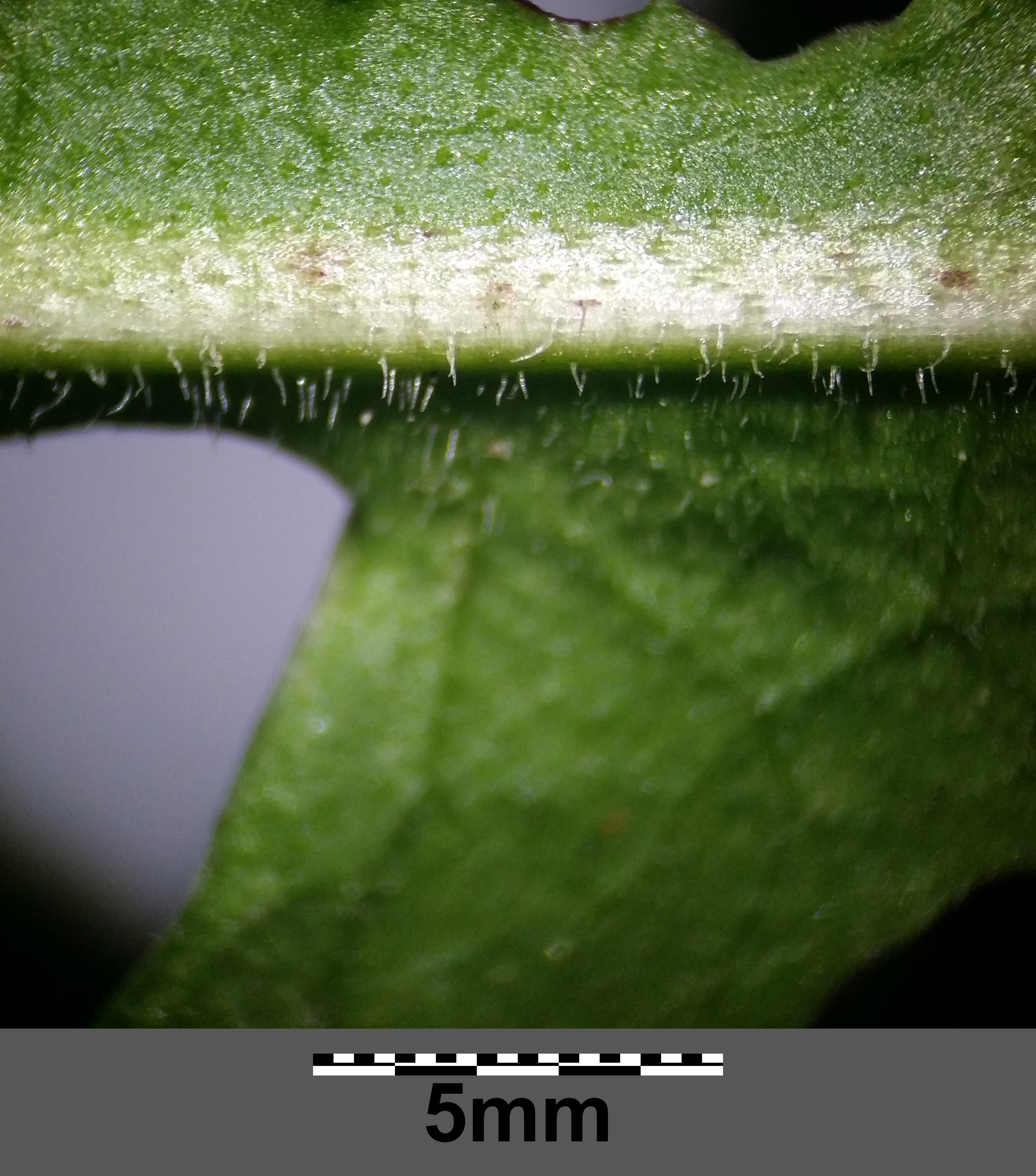
Grundblatt-Unterseite
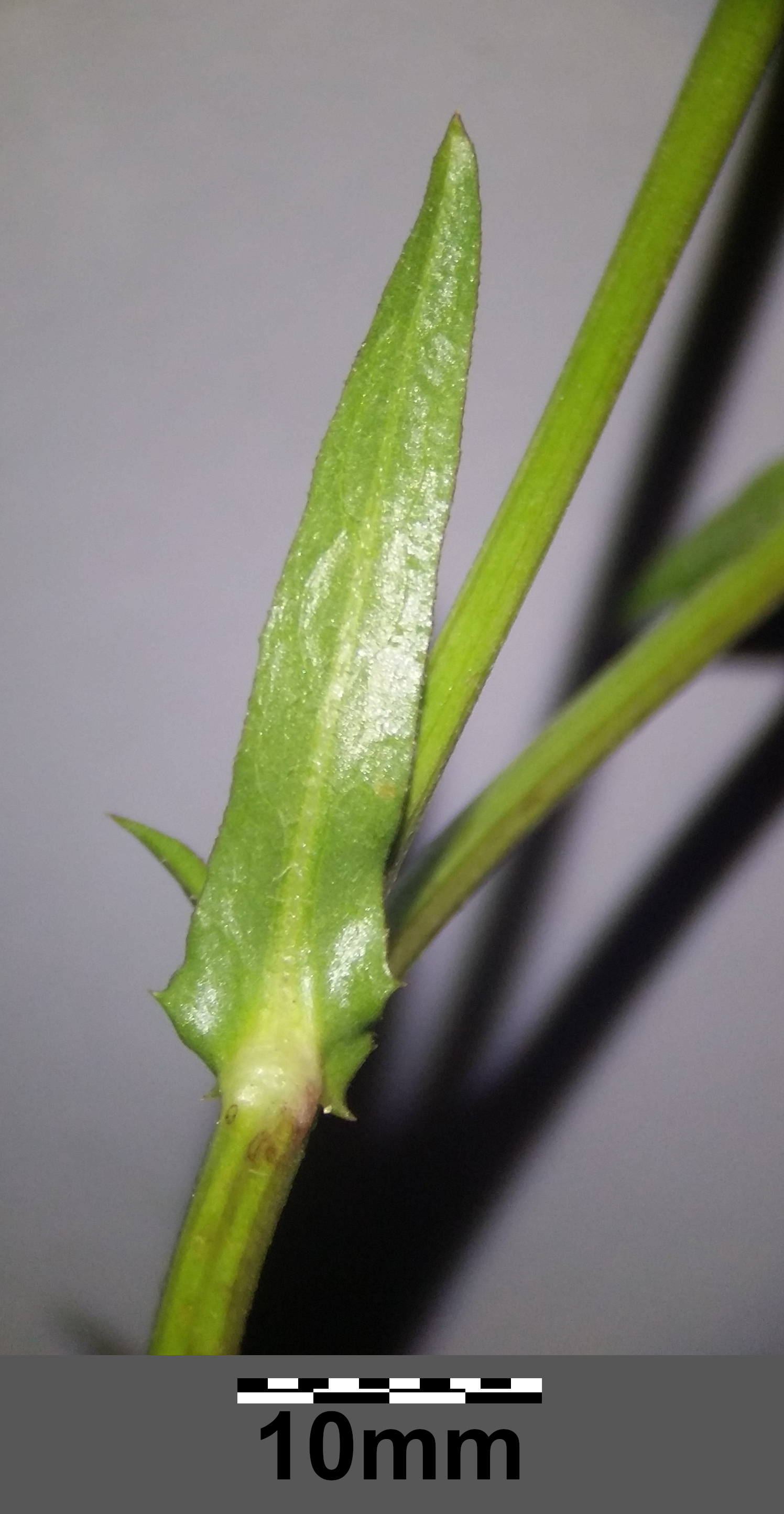
Oberes Stengelblatt
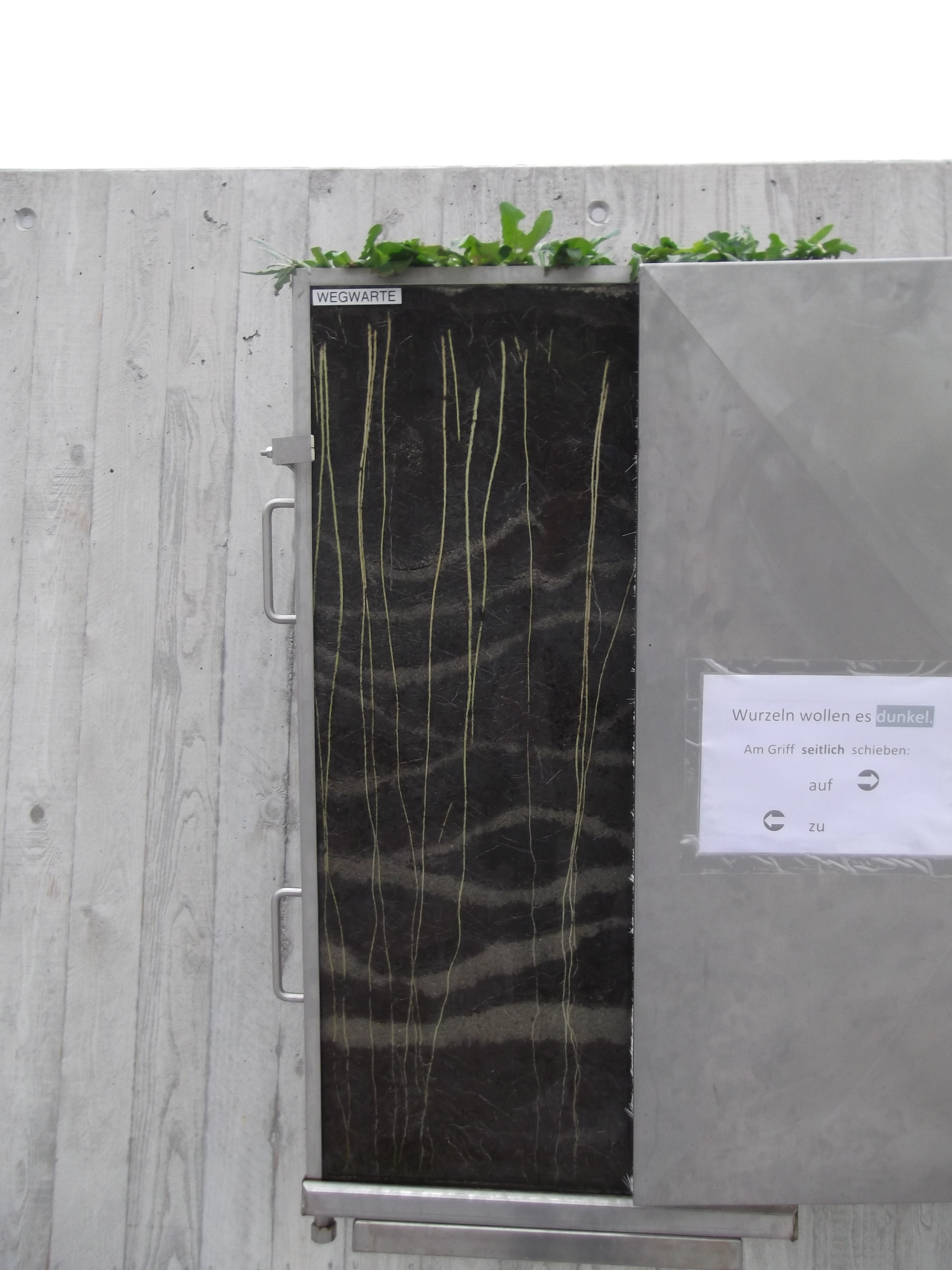
Wurzeln

### Generative Merkmale
Die Blütenkörbchen bestehen nur aus Zungenblüten. Sie haben einen Durchmesser von 3 bis 5 cm, die seitlichen stehen meist zu zweit bis fünft. Sie sind kurz gestielt oder sitzend. Die Köpfchenhülle ist zweireihig. Die inneren Hüllblätter sind länglich-lanzettlich und die äußeren, eiförmigen Hüllblätter sind halb so lang wie die inneren sowie im Gegensatz zu diesen deutlich abstehend. Die Hüllblätter sind borstig bewimpert und häufig drüsig behaart. Die Zungenblüten sind himmelblau, selten auch weiß gefärbt; Blütezeit ist von Juni bis Oktober. Die auffälligen Blütenstände werden jeweils nur für einen Tag geöffnet und sind meist schon am frühen Nachmittag wieder geschlossen. Während in älteren Veröffentlichungen davon gesprochen wird, dass die Blüten nur am Vormittag geöffnet wären,
beträgt die tatsächliche Blütenöffnungszeit zwischen 4 und 7,5 Stunden und hängt (negativ korreliert) von Temperatur, Tageslänge sowie Anzahl der Blütenbesucher ab. Im Herbst können geöffnete Blüten auch noch am späteren Nachmittag gefunden werden.
Sind die Blüten geschlossen, hebt sich die Pflanze kaum noch gegen ihre Umgebung ab. Die Blütenkronröhre ist 3 Millimeter lang, die Zunge der Randblüten bis 14 Millimeter lang. Die Achänen sind 2 bis 3 mm lang, eilänglich, eher kantig und haben keinen deutlich ausgeprägten Pappus; dieser besteht nur aus kurzen, eher unscheinbaren Schüppchen.
Die Chromosomenzahl beträgt 2n = 18 bzw. 18 oder 36 für Cichorium intybus. subsp. sativum.

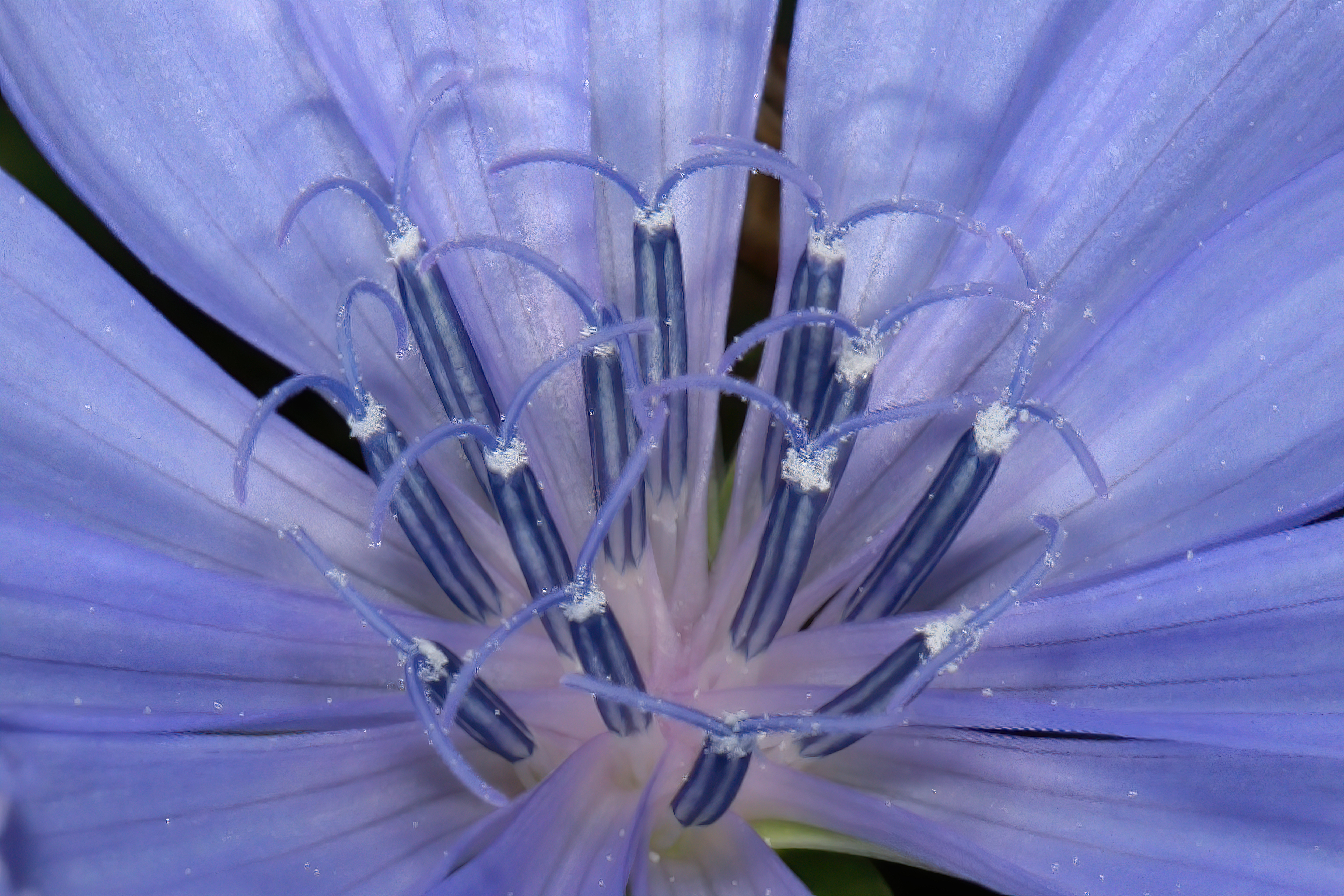
Blütenkörbchen im Detail
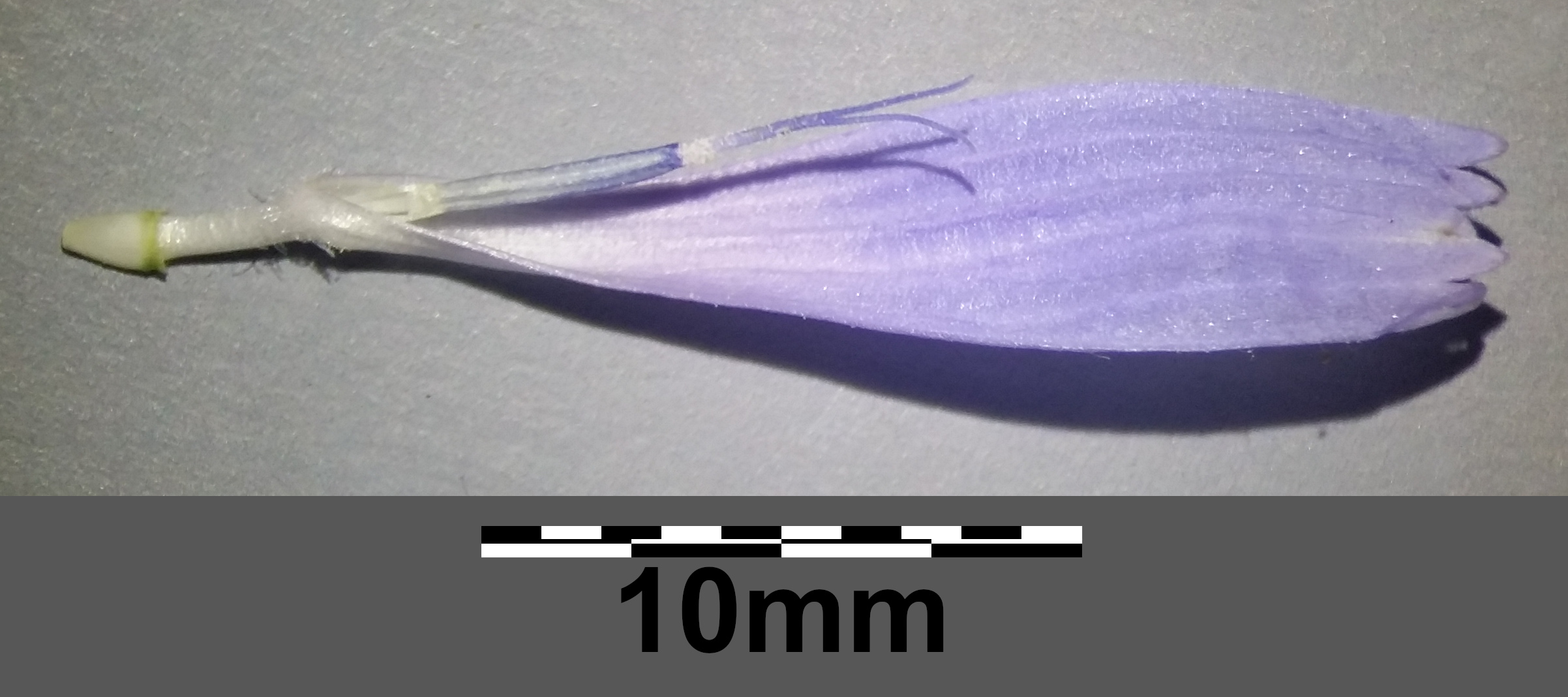
Isolierte Zungenblüte
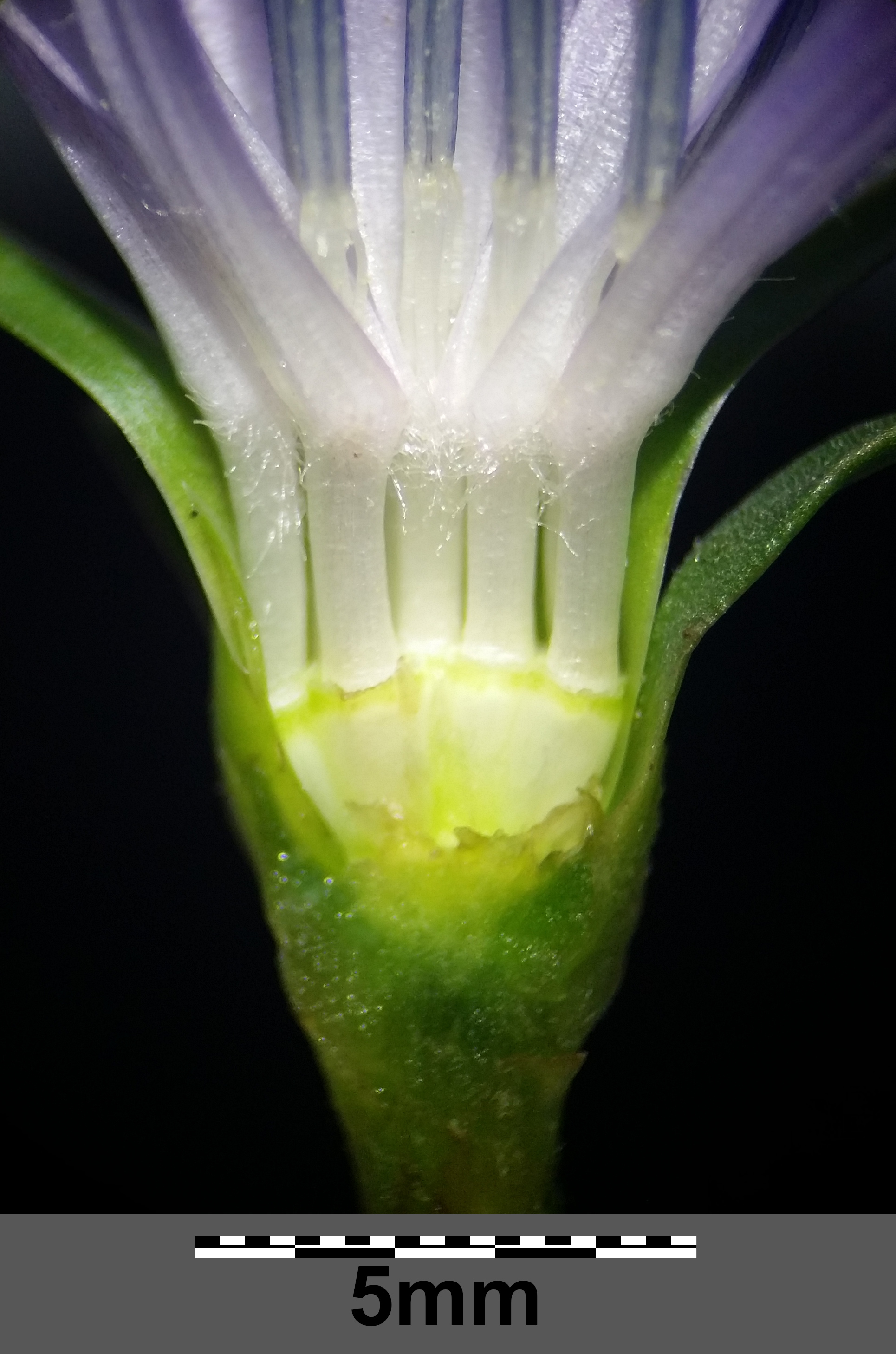
Korbboden
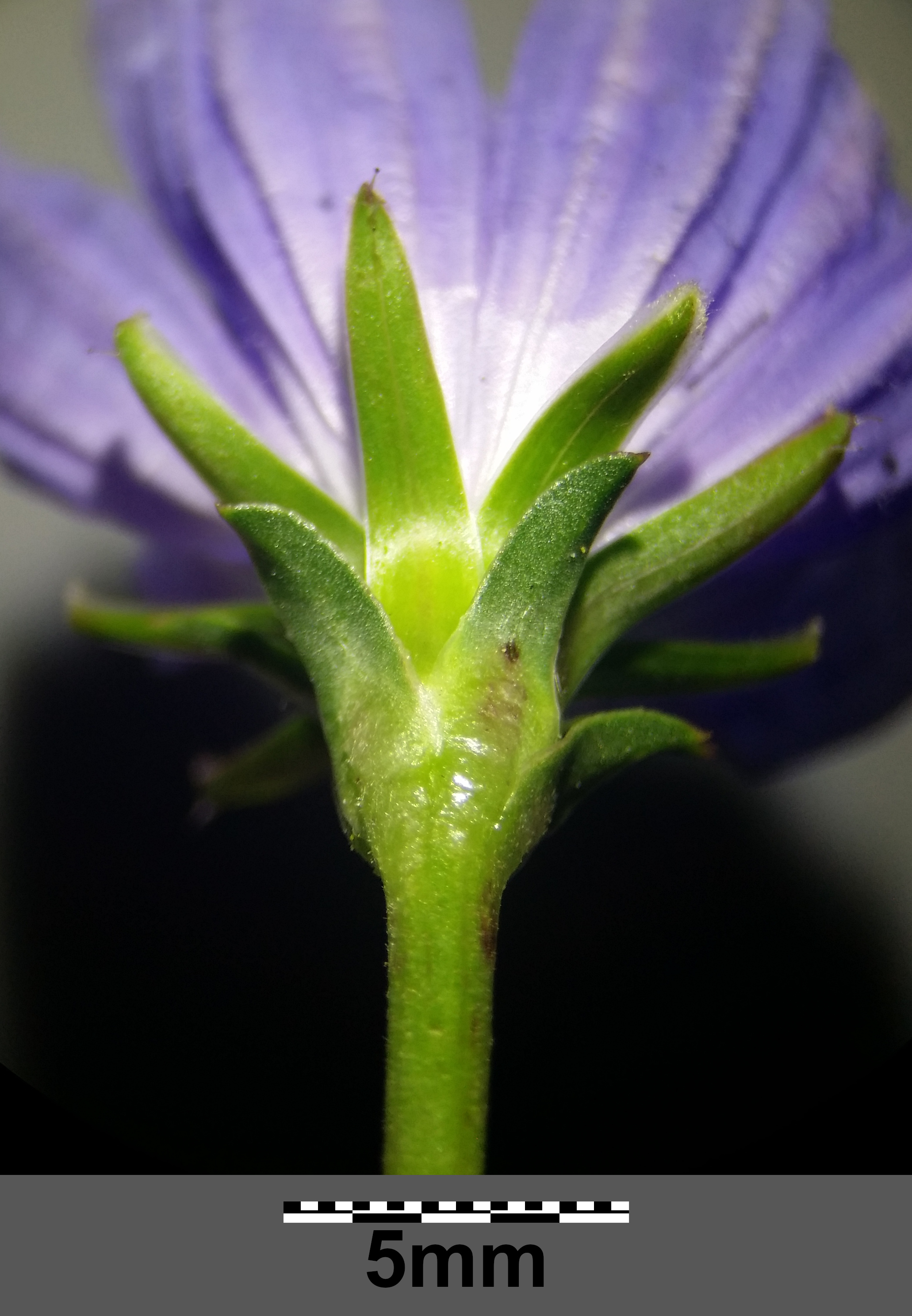
Hüllblätter
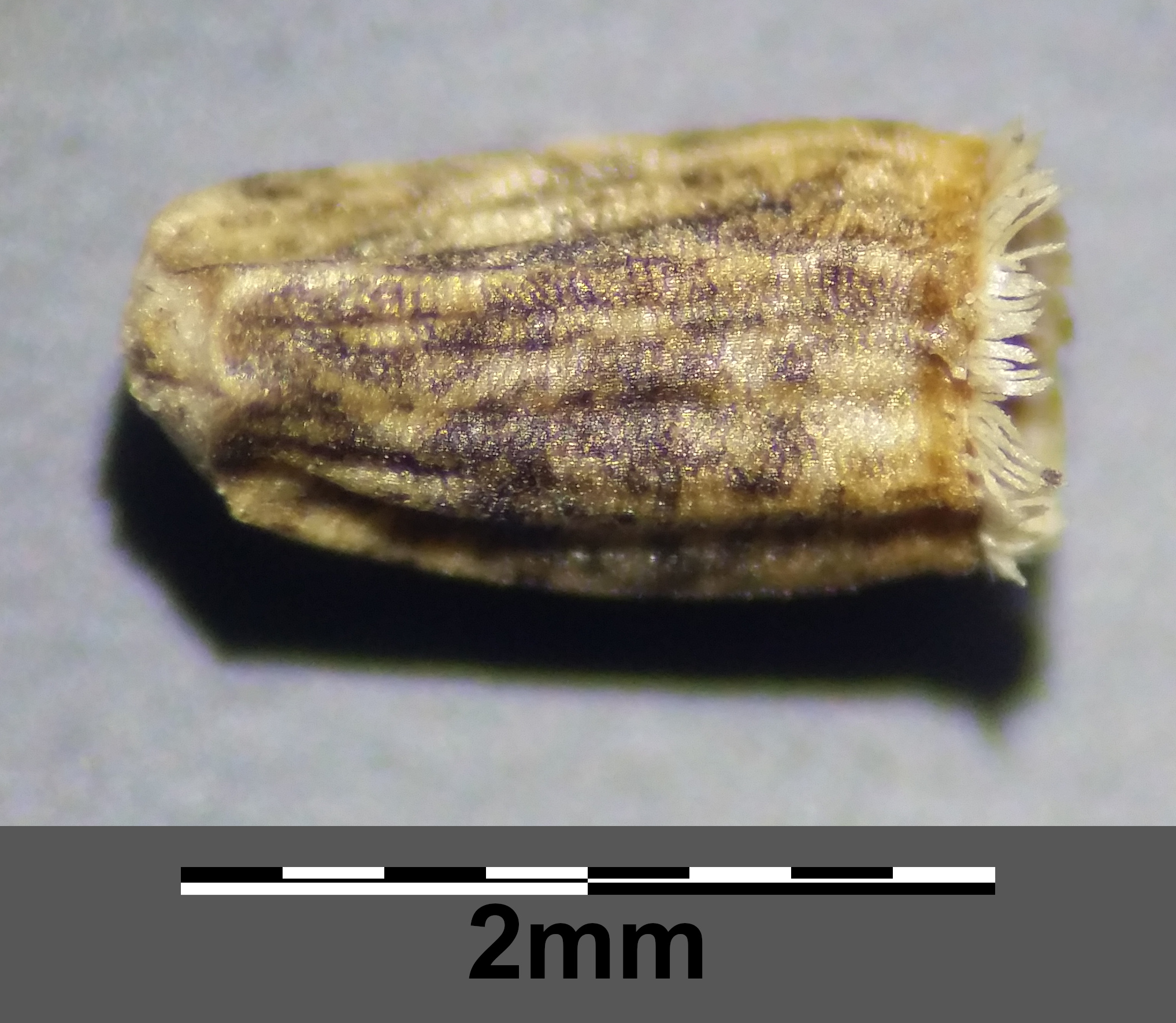
Achäne
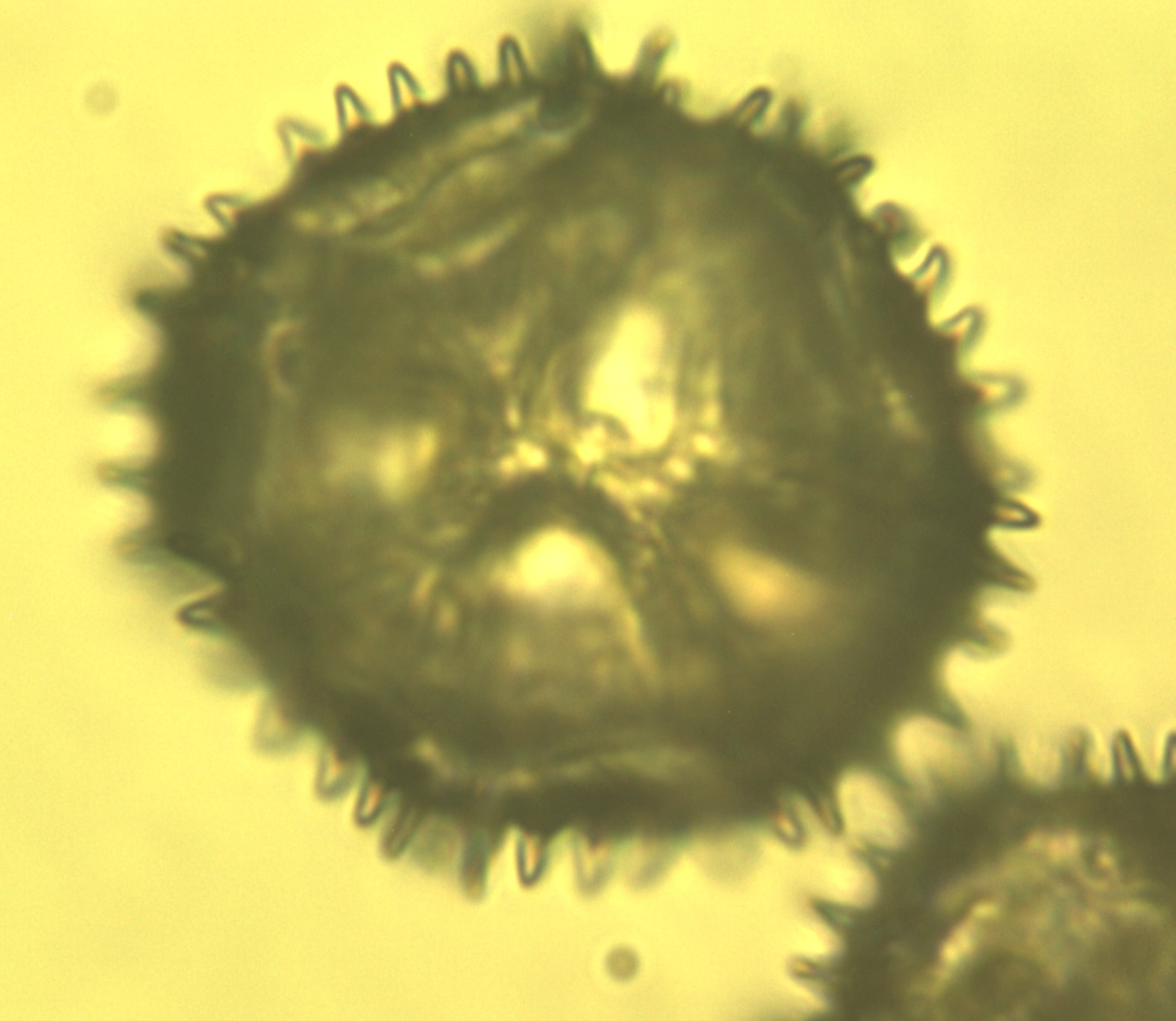
Pollenkorn (400×)

## Ökologie
Cichorium intybus wächst als Hemikryptophyt.

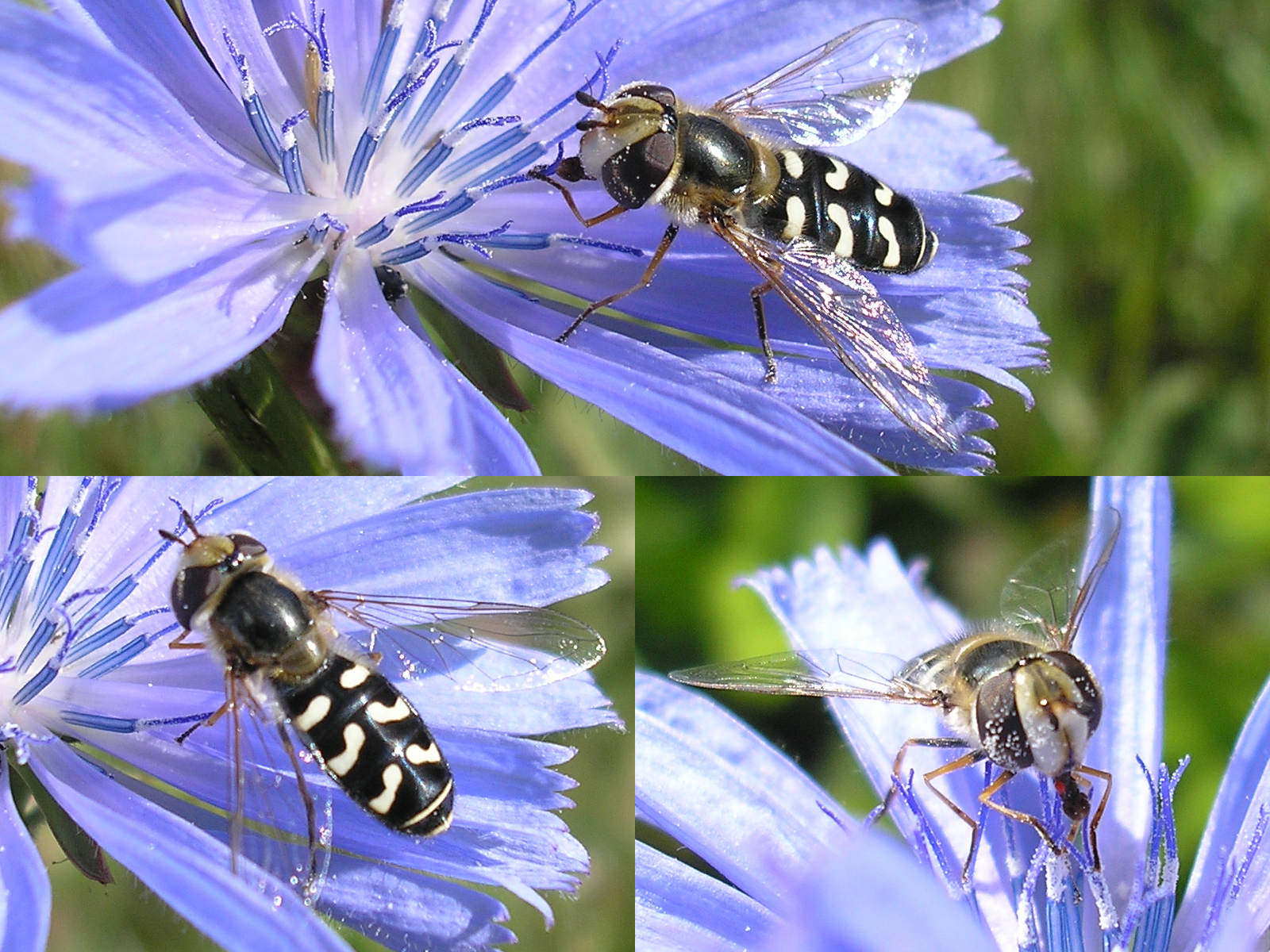
Späte Großstirnschwebfliege an Wegwarte

Die Gewöhnliche Wegwarte gilt als eine Pionierpflanze und ist ein Tiefwurzler. Die Bestäubung erfolgt durch Insekten, vor allem durch Bienen, z. B. die Hosenbienen und durch Schwebfliegen.
An tierischen Schädlingen wurden beobachtet: Anaspis frontalis, Mordelia aculeata, Cassida sanguinolenta, Aphis cichorii und Arten der Gattungen Cucullia und Agrotis. Beobachtungen von Pilz-Schmarotzern liegen vor von Erysibe cichoriacearum, Sphaerotheca humuli, Puccinia cichorii und Arten der Gattungen Diaporthe, Leptosphaeria, Mycosphaerella, Phialea, Pleospora und Pyrenophora.

## Verbreitung und Standorte

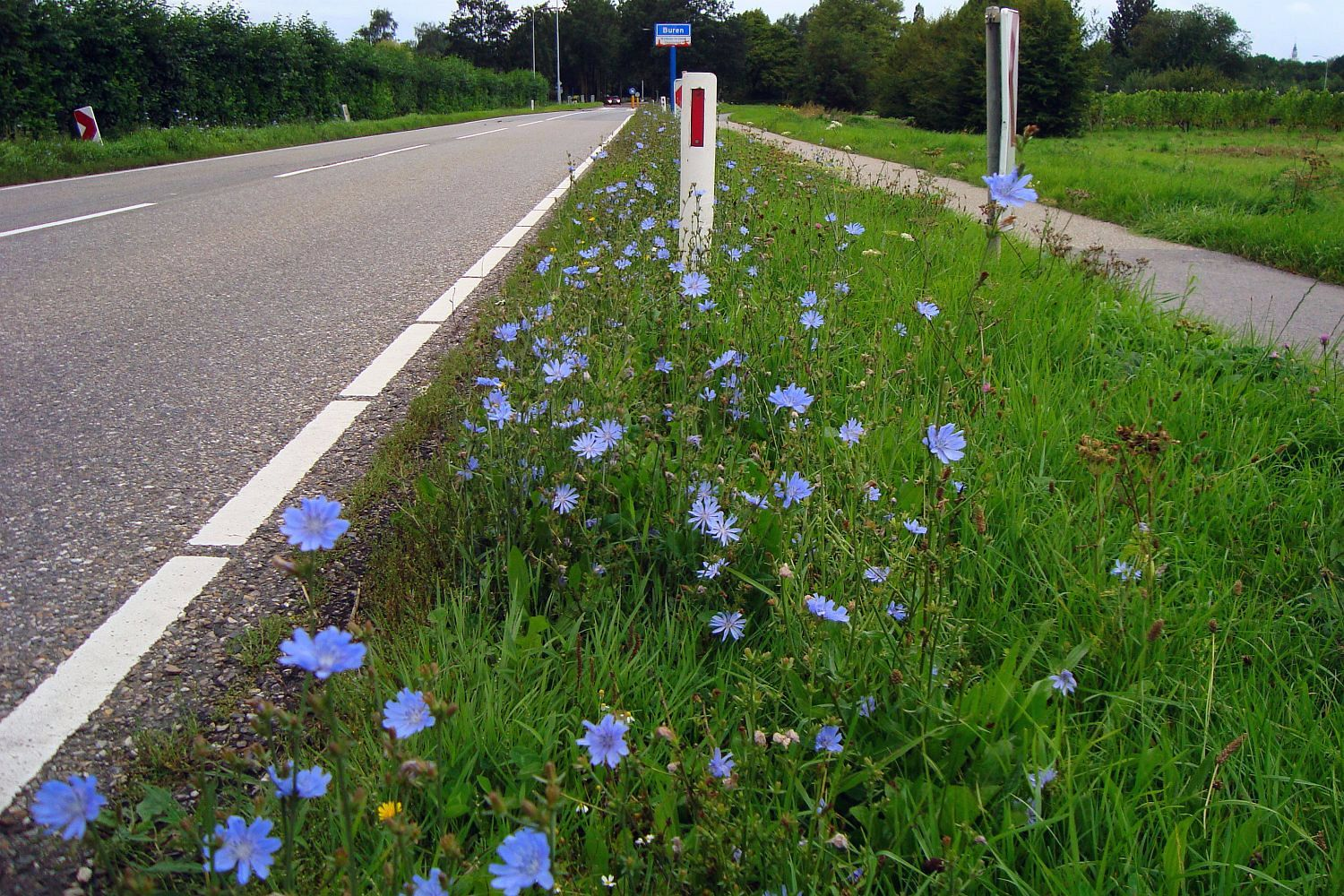
Gewöhnliche Wegwarte am Straßenrand

Die Gewöhnliche Wegwarte kommt ursprünglich von Europa (mit Ausnahme von Großbritannien, Irland und Island) bis Zentralasien und dem westlichen Himalaya, sowie in Nordafrika in Marokko, Algerien, Tunesien und Ägypten vor. In Großbritannien und Irland, in einzelnen Ländern Afrikas, in Ostasien, weiten Teilen Amerikas und in Australien ist sie ein Neophyt.
In Mitteleuropa wächst sie auf Weiden, auf Ruderalstellen und Äckern. Entlang von Wegen und Straßen siedelt sie charakteristisch in Wegrand- und Trittpflanzengesellschaften. Sie kommt vor allem vor in Pflanzengesellschaften des Verbands Agropyro-Rumicion, aber auch der Verbände Polygonion avicularis, Convolvulo-Agropyrion oder Dauco-Melilotion.
Sie kommt vorwiegend auf frischen bis eher trockenen, nährstoffreichen Böden vor und erträgt auch einen gewissen Salzgehalt. Die Vertikalverbreitung reicht bis in die montane Höhenstufe auf 1500 Meter. In den Allgäuer Alpen steigt sie im Vorarlberger Teil an der Auenhütte im Schwarzwassertal bis zu einer Höhenlage von 1280 Metern auf. In Tirol kommt sie bis in eine Höhenlage von 1450 Meter, in Arosa bis 1780 Meter vor.
Die ökologischen Zeigerwerte nach Landolt et al. 2010 sind in der Schweiz: Feuchtezahl F = 2+w (frisch aber mäßig wechselnd), Lichtzahl L = 4 (hell), Reaktionszahl R = 4 (neutral bis basisch), Temperaturzahl T = 4 (kollin), Nährstoffzahl N = 3 (mäßig nährstoffarm bis mäßig nährstoffreich), Kontinentalitätszahl K = 3 (subozeanisch bis subkontinental).
Die ökologischen Zeigerwerte nach Ellenberg sind: Lichtzahl L: 9 = Vollichtpflanze, Temperaturzahl T: 6 = Mäßigwärme- bis Wärmezeiger, Kontinentalitätszahl K: 5 = subozeanisch bis subkontinental, Feuchtezahl F: 4 = Trocknis- bis Frischezeiger, Reaktionszahl R: 8 = Schwachbasen- bis Basenzeiger, Stickstoffzahl N: 5 = mäßig stickstoffreiche Standorte anzeigend, Salzzahl S: 0 = nicht salzertragend.

## Systematik
Die Erstbeschreibung von Cichorium intybus erfolgte durch Carl von Linné.
Je nach Autor gibt es mehrere Unterarten oder Sortengruppen:
- Cichorium intybus subsp. intybus: Zu dieser Unterart gehören die kultivierten Formen:
  - Foliosum-Gruppe: Wird auch als Cichorium intybus  convar. foliosum (Hegi) Holub bezeichnet.[12] Zu dieser Sortengruppe gehört der Chicorée.
  - Sugar-Loaf-Gruppe (Zuckerhut): Anbau vor allem in Italien. Wird auch als Teil der Foliosum-Gruppe betrachtet.
  - Radicchio-Gruppe
  - Salat-Gruppe: Sie enthält ebenfalls Radicchio-Sorten.
  - Sativum-Gruppe, die Wurzelzichorie: Sie wird auch als Cichorium intybus var. sativum DC. bezeichnet.[12] Die gerösteten Wurzeln werden als Kaffeeersatz[13] verwendet, die Blätter als Silage. In jüngerer Zeit wird die Wurzelzichorie auch als Fructan-Lieferant angebaut.
- Cichorium intybus subsp. spicatum I.Ricci: Sie wurde 2007 erstbeschrieben und kommt in Italien und Kroatien vor.[14]
- Cichorium intybus subsp. glabratum (C.Presl) Arcang.: Wird von Euro+Med als Synonym zu Cichorium intybus gestellt.[14]

## Weitere Illustrationen

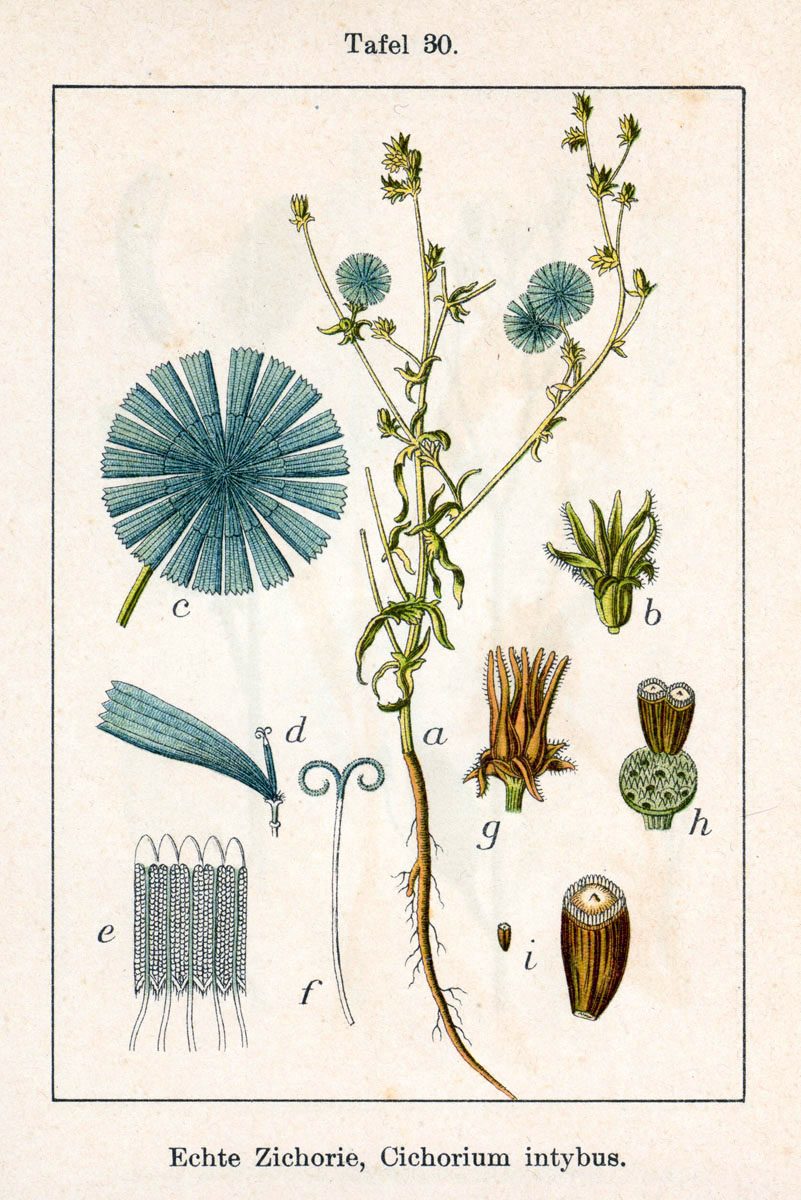
Illustration von Jacob Sturm
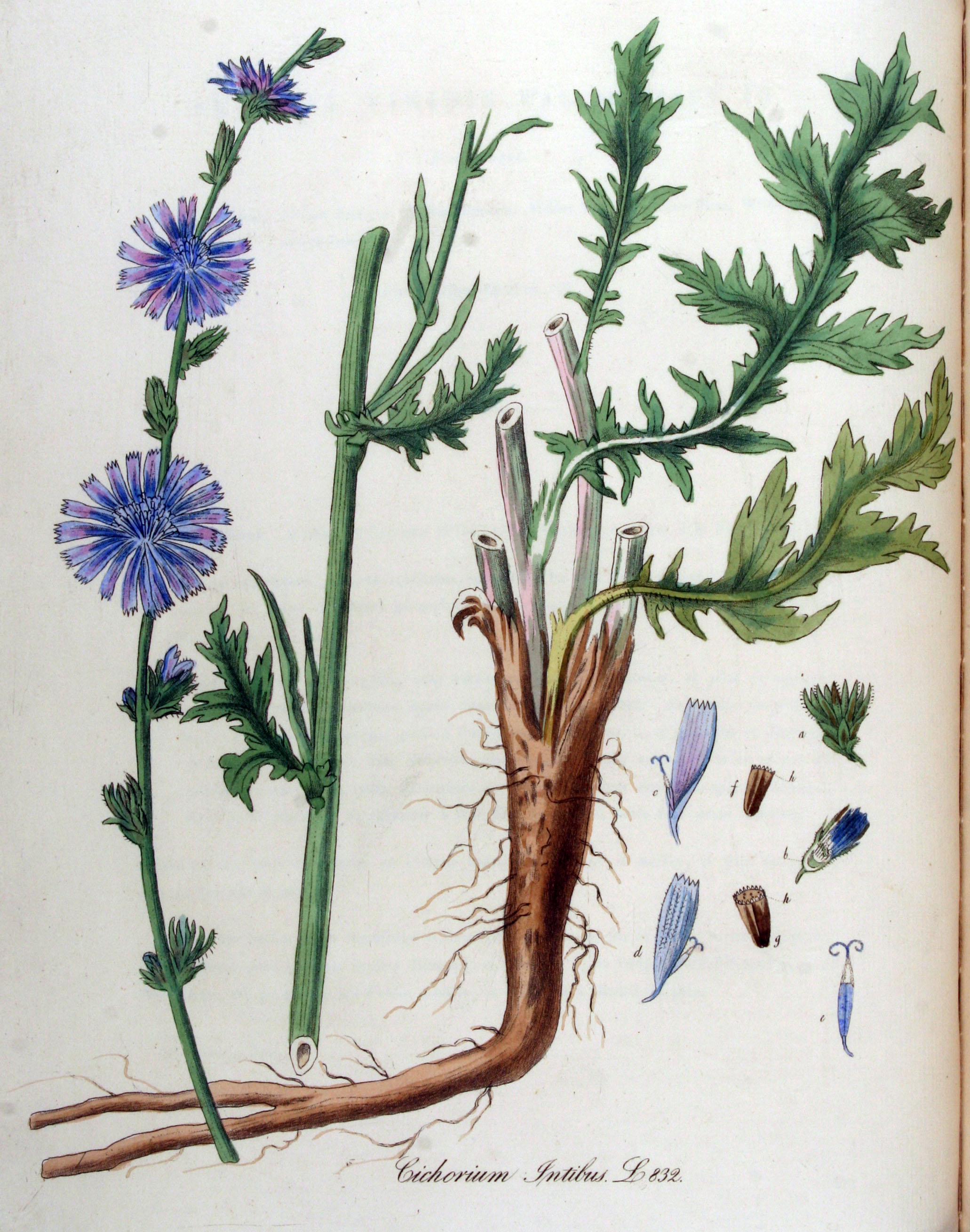
Illustration aus der Flora Batava
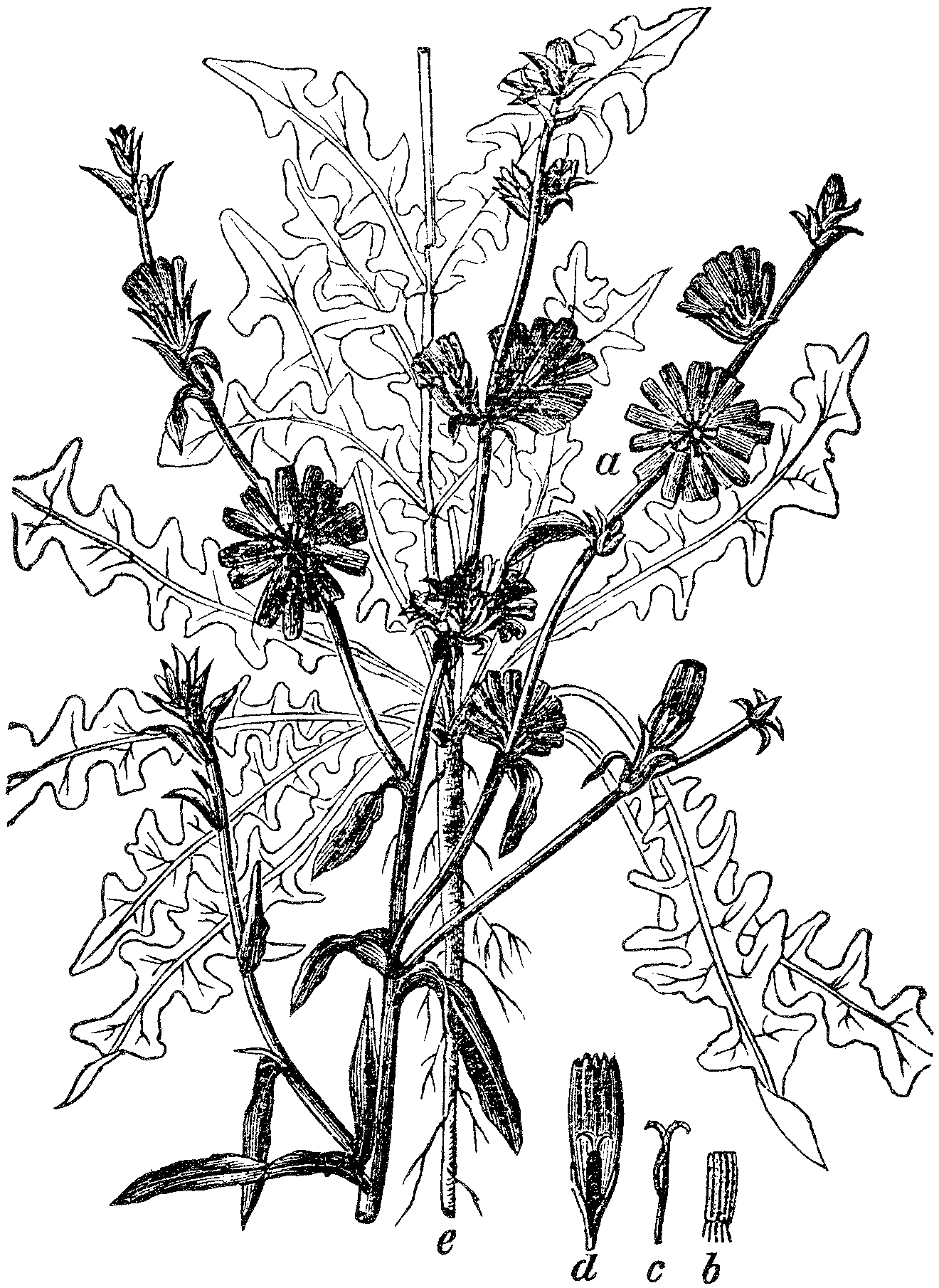
Illustration von Martin Cilenšek
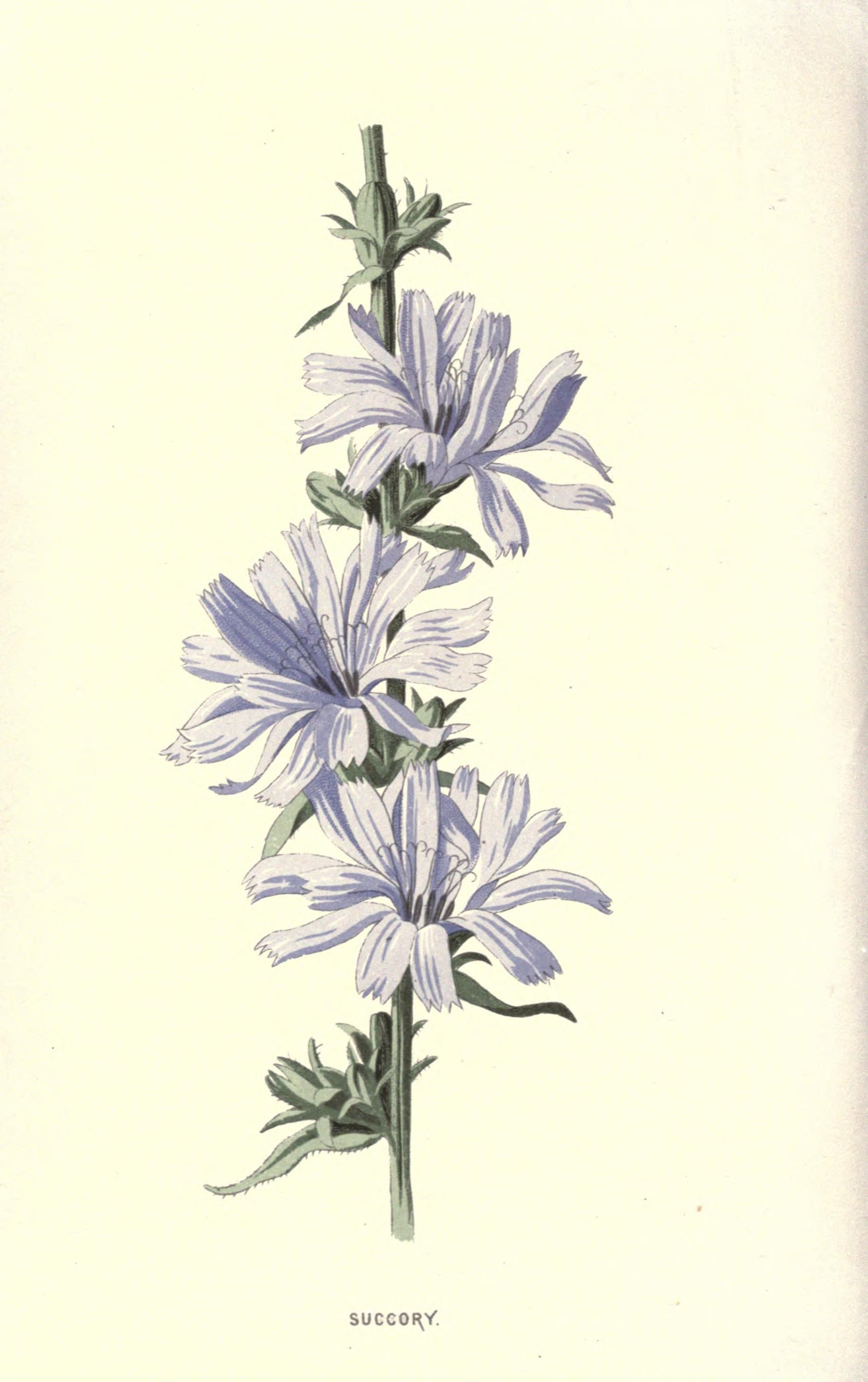
Illustration von F. Edward Hulme

## Inhaltsstoffe
Als Bitterstoffe enthält die Gemeine Wegwarte in erster Linie die beiden Sesquiterpenlactone vom Guaianolid-Typ Lactucin und Lactucopikrin. Weitere Inhaltsstoffe sind weitere Sesquiterpenlactone und deren Glykoside, Cichoriensäure, die Hydroxycumarine Umbelliferon (7-Hydroxycumarin), Aesculetin (6,7-Dihydroxycumarin) und sein Glucosid Aesculin, Scopoletin (7-Hydroxy-6-methoxycumarin), sowie Cichoriin. Als Reservekohlenhydrat speichert die Gewöhnliche Wegwarte in den Wurzeln Inulin.

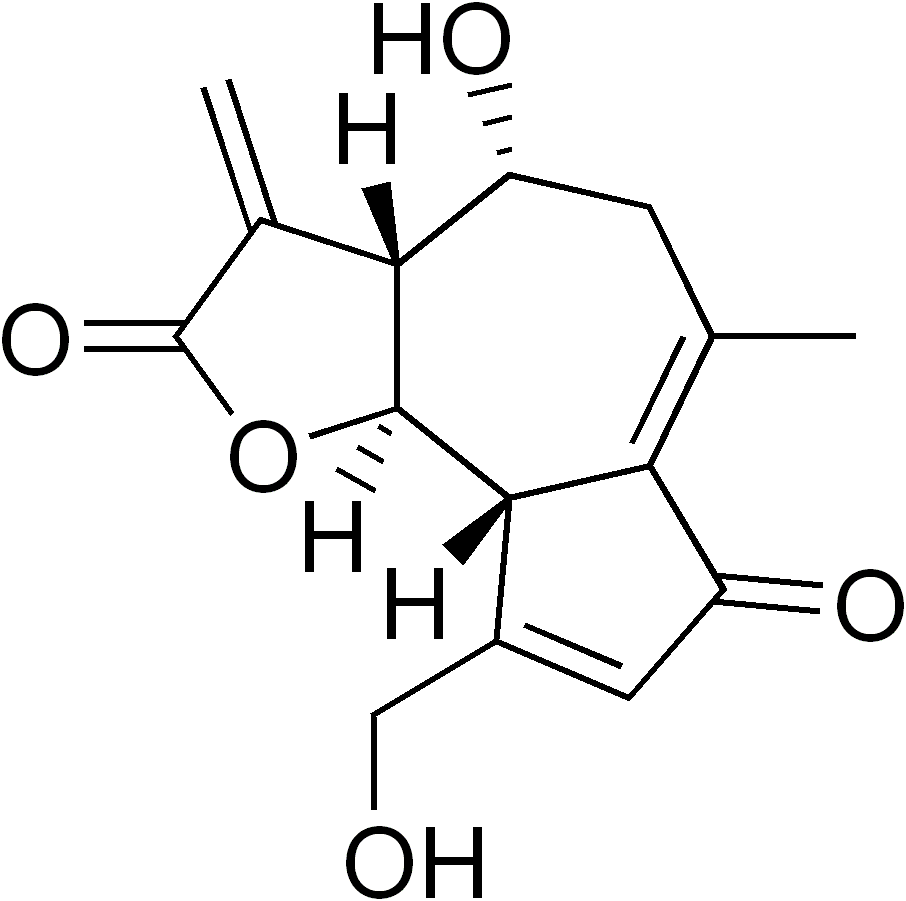
Strukturformel von Lactucin
Strukturformel von Lactucopikrin
Strukturformel der Cichoriensäure

## Nutzung
In China und den USA wird Cichorium intybus – auch transgene Formen – kommerziell als Futterpflanze angebaut.
Im Jahr 2020 war die Gemeine Wegwarte „Heilpflanze des Jahres“. Sie war zudem bereits 2005 „Gemüse des Jahres“ und 2009 „Blume des Jahres“ in Deutschland.

### Nutzung als Heilpflanze
Die Gemeine Wegwarte wird spätestens seit dem Mittelalter zur Arzneimittelherstellung genutzt. Sie ist möglicherweise unter dem Namen solsequium eine der Pflanzen aus der Landgüterverordnung Karls des Großen (der Name ist nicht eindeutig und wurde auch für Ringelblume, Löwenzahn und Johanniskraut verwendet).
Paracelsus empfiehlt sie bereits als schweißtreibend, Kneipp bei Magen-, Darm- und Lebererkrankungen. In der Pflanzenheilkunde wird sie zur Stimulierung und zur Heilung von Milz, Leber und Galle eingesetzt, wird aber auch zur allgemeinen Reinigung bei Hautkrankheiten und Ekzemen angewendet.
Volkstümliche Anwendungen umfassen Appetitanregung (ganze Pflanze), Stimulierung der Sekretion von Verdauungssäften und abführende Wirkungen. Zur arzneilichen Behandlung von Appetitlosigkeit und dyspeptischen Beschwerden hat die Wegwarte in Deutschland eine positive Bewertung. Bei der Appetit- und Verdauungsanregung dürften die bitteren Guajanolide wirksam sein. Bei anderen Anwendungsgebieten ist die Wirksamkeit wenig belegt. Eine Studie will jedoch die aus traditioneller Anwendung bekannten sedativen, psychorelaxierenden und streßeffekt-reduzierenden Wirkungen von Cichorium intybus ssp. silvestre bestätigt haben. Zusammenfassend schrieb Gerhard Madaus 1938: „Wegen seiner umfassenden Wirksamkeit und Zuverlässigkeit wird Cichorium … zu den wichtigsten Pflanzenheilmitteln gezählt“. Die Gemeine Wegwarte wurde vom Verein NHV Theophrastus zur Heilpflanze des Jahres 2020 gekürt.

### Nutzung als essbare Wildpflanze
Die Laubblätter, Stängel, Blüten und unterirdischen Pflanzenteile der Gemeinen Wegwarte sind essbar. Die Laubblätter eignen sich von April bis zur Blütezeit zur Zubereitung von Salaten, Spinat, Gemüsegerichten, Suppen und Saucen. Da die Laubblätter mit der Zeit immer bitterer werden, eignen sie sich für Salate insbesondere am Anfang der Vegetationsperiode. Die unterirdischen Pflanzenteile kann man von September bis zum Frühjahr ernten. Getrocknet, geröstet und gemahlen kann man sie zur Zubereitung von Zichorienkaffee nutzen. Man kann sie zur Zubereitung von Koch-, Back- und Pfannengemüse verwenden; hierfür schält man sie, schneidet sie klein und wässert sie vor der Zubereitung 2 Stunden.
Aus Kampanien und Kalabrien stammt die traditionelle Verwendung der Wildform als Salat oder Gemüse. Sie wird hier cicoria selvatica („Wildzichorie“) oder cicoria verde („Grüne Zichorie“) genannt.

## Nutzung von Kulturformen
Kulturformen der Gemeinen Wegwarte sind Chicorée, Radicchio, Zuckerhut, Schnittzichorie, Puntarelle und die Wurzelzichorie.

### Chicorée
Der Chicorée, auch Salatzichorie, findet als Lebensmittel in der Küche Verwendung. Die Zuchtform entstand im 19. Jahrhundert. Nach einer Überlieferung zog der Chefgartenbauer am Botanischen Garten in Brüssel, Bresier, 1846 die ersten Chicoréesprossen. Die Wurzeln ließ er zwar noch im Freiland wachsen, zum Sprossen verhüllte er sie jedoch lichtdicht, so dass sie möglichst wenig Bitterstoffe entwickelten. Nach einer anderen Version soll diese Art des Treibens auf eine zufällige Beobachtung zurückgehen: Als belgische Bauern 1870 ihre Zichorienwurzeln infolge ungewöhnlich hoher Ernte im Gewächshaus einschlugen, entdeckten sie während des Winters die kräftigen Knospen.
Für den Salat werden nur die Sprösslinge genutzt. Die rübenartigen Wurzeln werden daher im November eingegraben und abgedeckt, während des Winters treiben dann aus den Achseln der vorher eingekürzten Blätter und aus den Terminalknospen 15 bis 20 cm lange und bis 5 cm dicke spindelförmige feste Knospen aus. Durch den Lichtschutz sind sie bleich und zart. Sie werden als Salat oder Gemüse zubereitet.

### Schnittzichorie
Bei Schnittzichorie oder Blattzichorie handelt es sich um eine Sortengruppe der Zichorie. Die in Italien als Catalogna bekannte Varietät wird in Deutschland wegen der Ähnlichkeit der Blätter meist als Löwenzahn verkauft.

### Wurzelzichorie

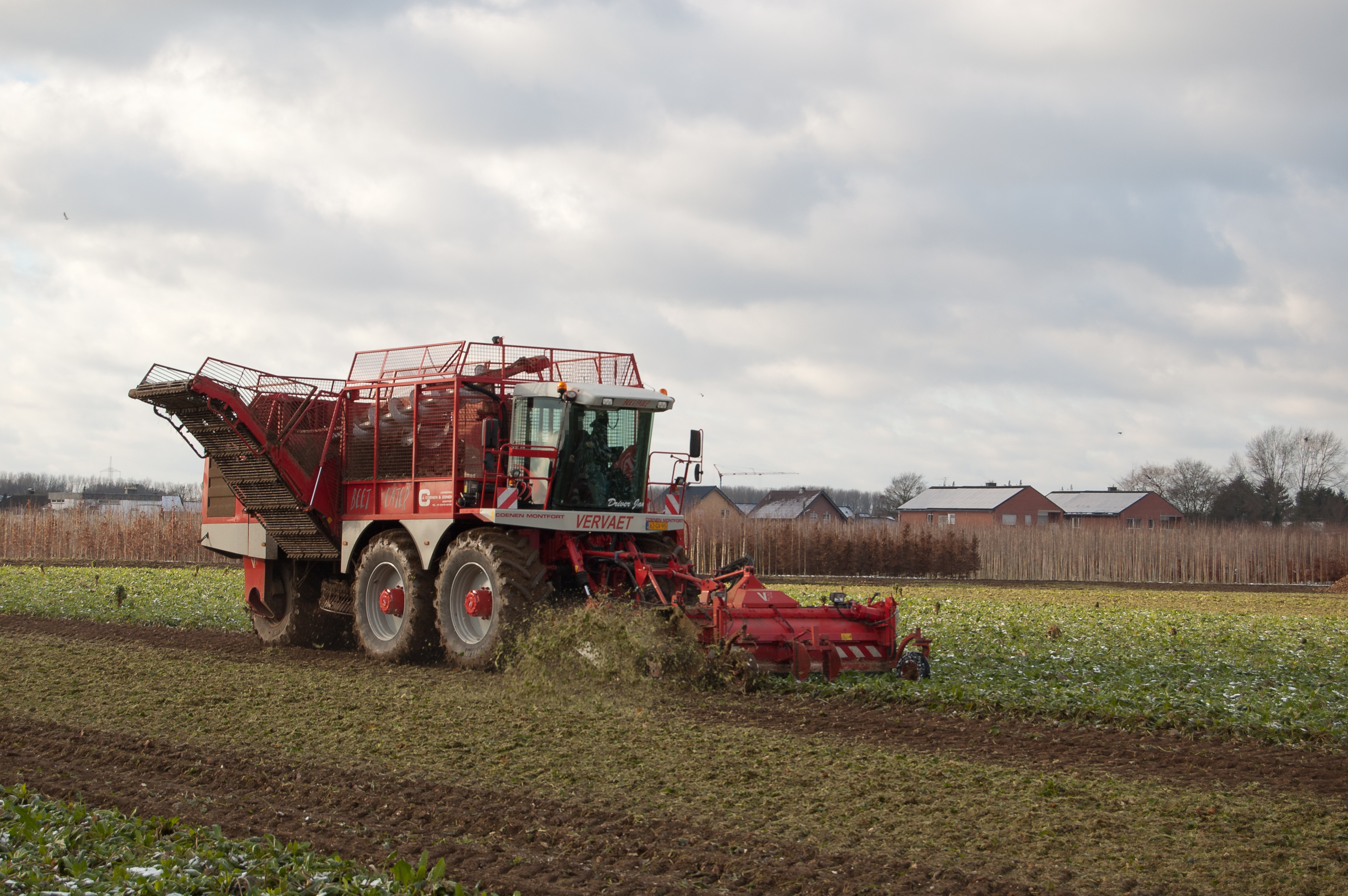
Zichorienwurzelernte

Die Wurzelzichorie wurde geröstet zunächst dem Bohnenkaffee zugesetzt, um diesem mehr Farbe und Bitterkeit zu verleihen. Ab Mitte des 18. Jahrhunderts wurde sie auch allein als Kaffeegetränk („Ersatzkaffee“) verwendet. Als Erfinder des Zichorienkaffees (Muckefuck) gelten der kurhannoversche Offizier Christian von Heine aus Holzminden und der Braunschweiger Gastwirt Christian Gottlieb Förster († um 1801), die um 1769/70 Konzessionen für den Betrieb von Zichorienfabriken in Braunschweig und Berlin erhielten. Gefördert wurde der Anbau etwa durch Friedrich den Großen.
Mitte des 19. Jahrhunderts wurde Wurzelzichorie weit verbreitet angebaut, heute spielt sie jedoch im Zusammenhang mit ihrer ursprünglichen Nutzung als Kaffeegetränk keine große wirtschaftliche Rolle mehr; das bekannteste Handelsprodukt mit einem Anteil an Wurzelzichorie unter seinen Inhaltsstoffen ist Caro-Kaffee. Gleichwohl erlebt ihr Anbau gegenwärtig eine Renaissance, da aus Wurzelzichorie der von der Lebensmittelindustrie vermehrt für sogenanntes Functional Food eingesetzte, präbiotische Ballaststoff Inulin gewonnen wird.

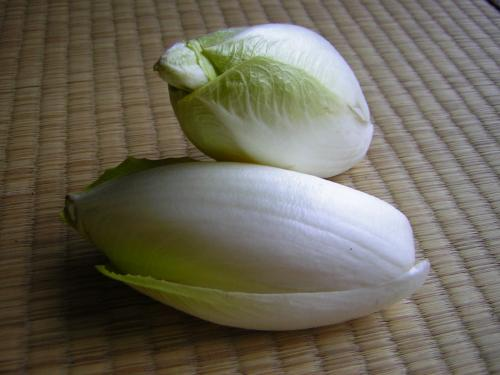
Handelsüblicher Chicorée
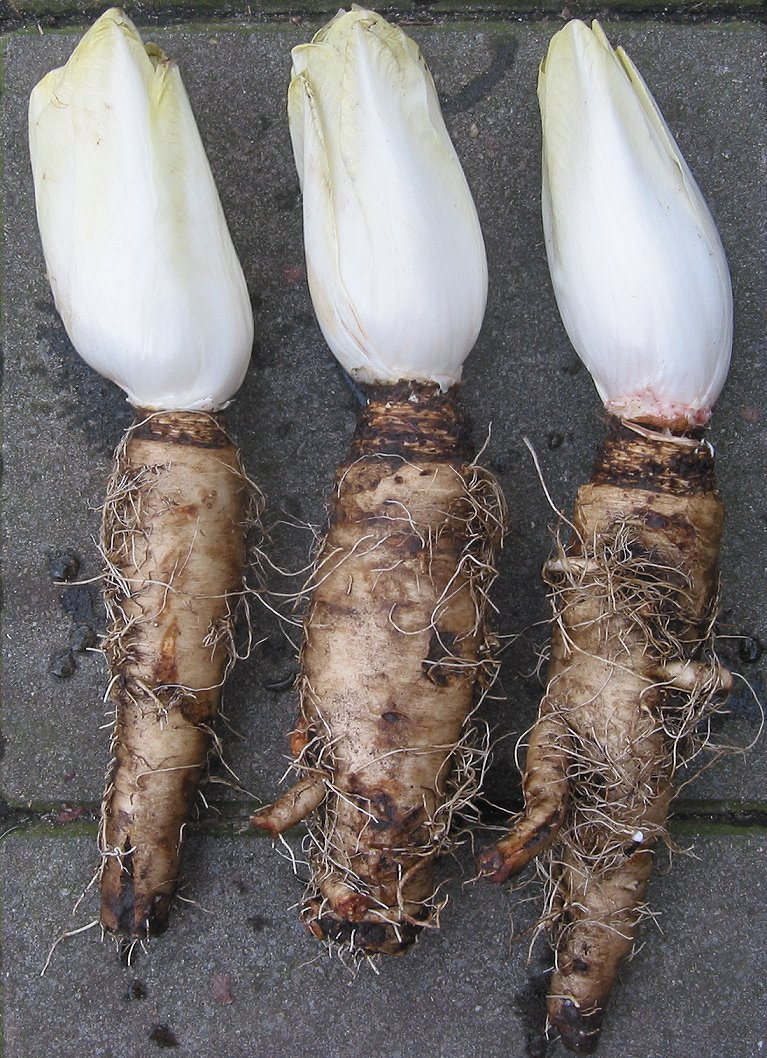
Chicorée mit Wurzeln
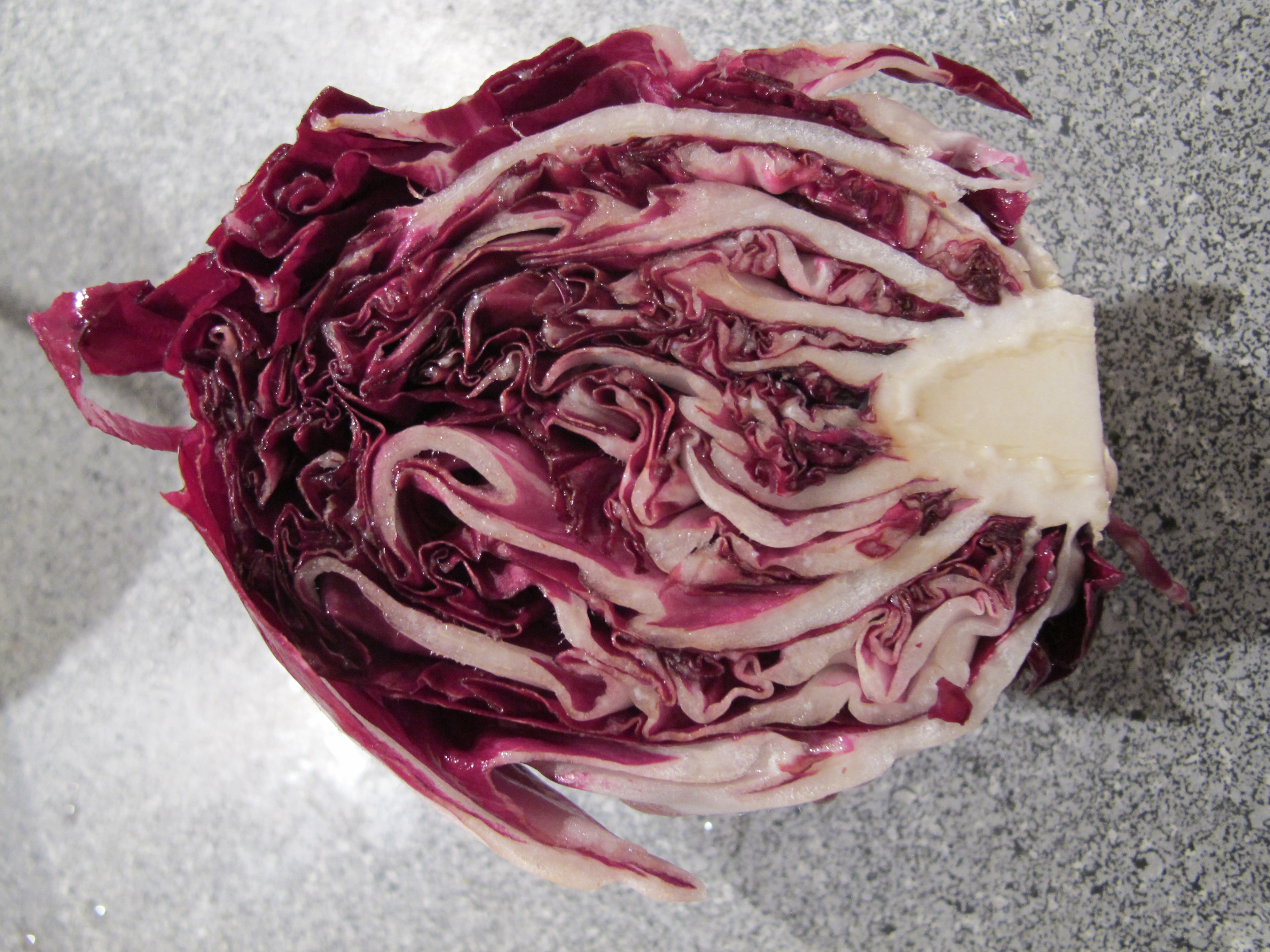
Halbierter Radicchio
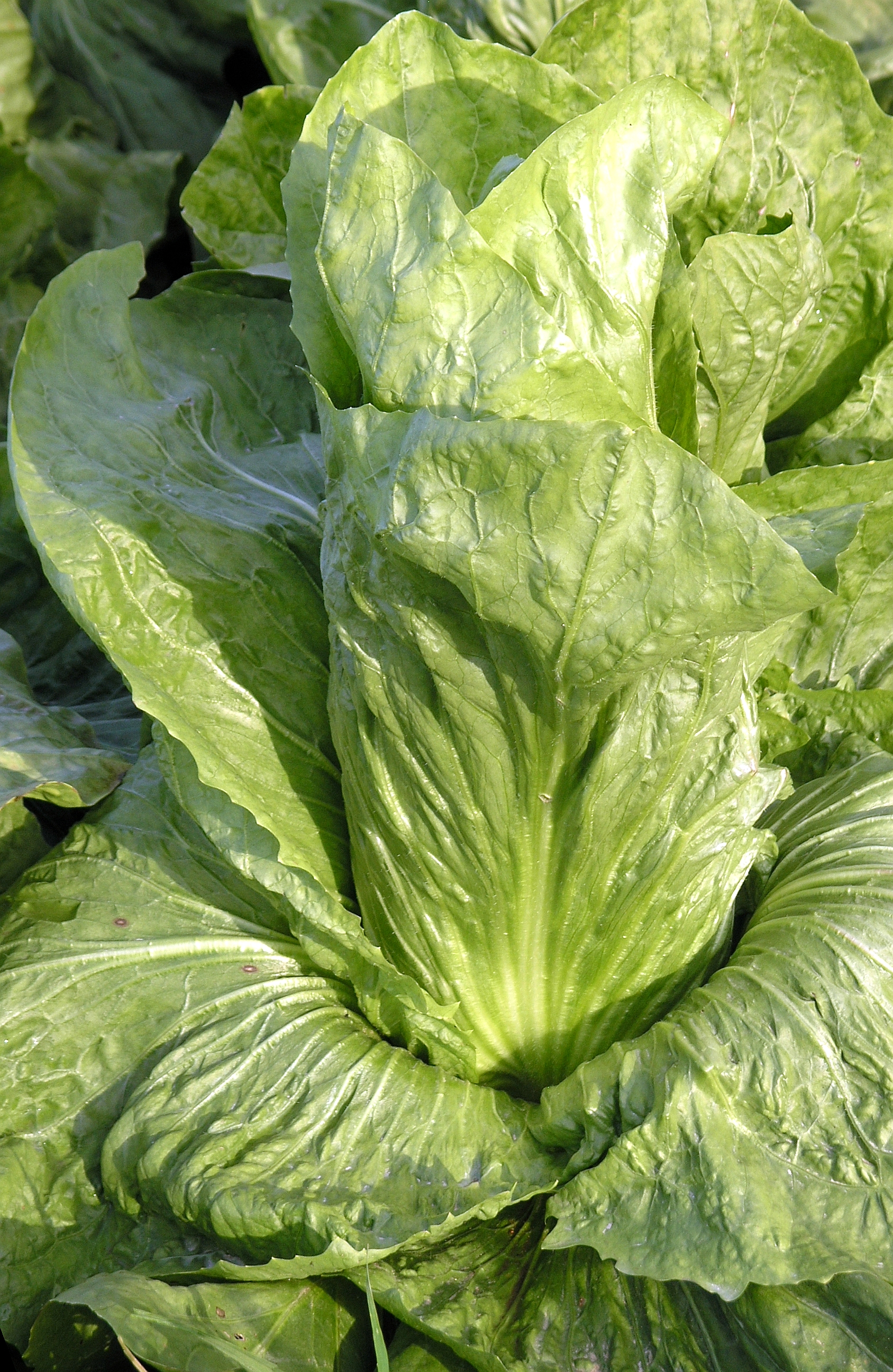
Zuckerhut
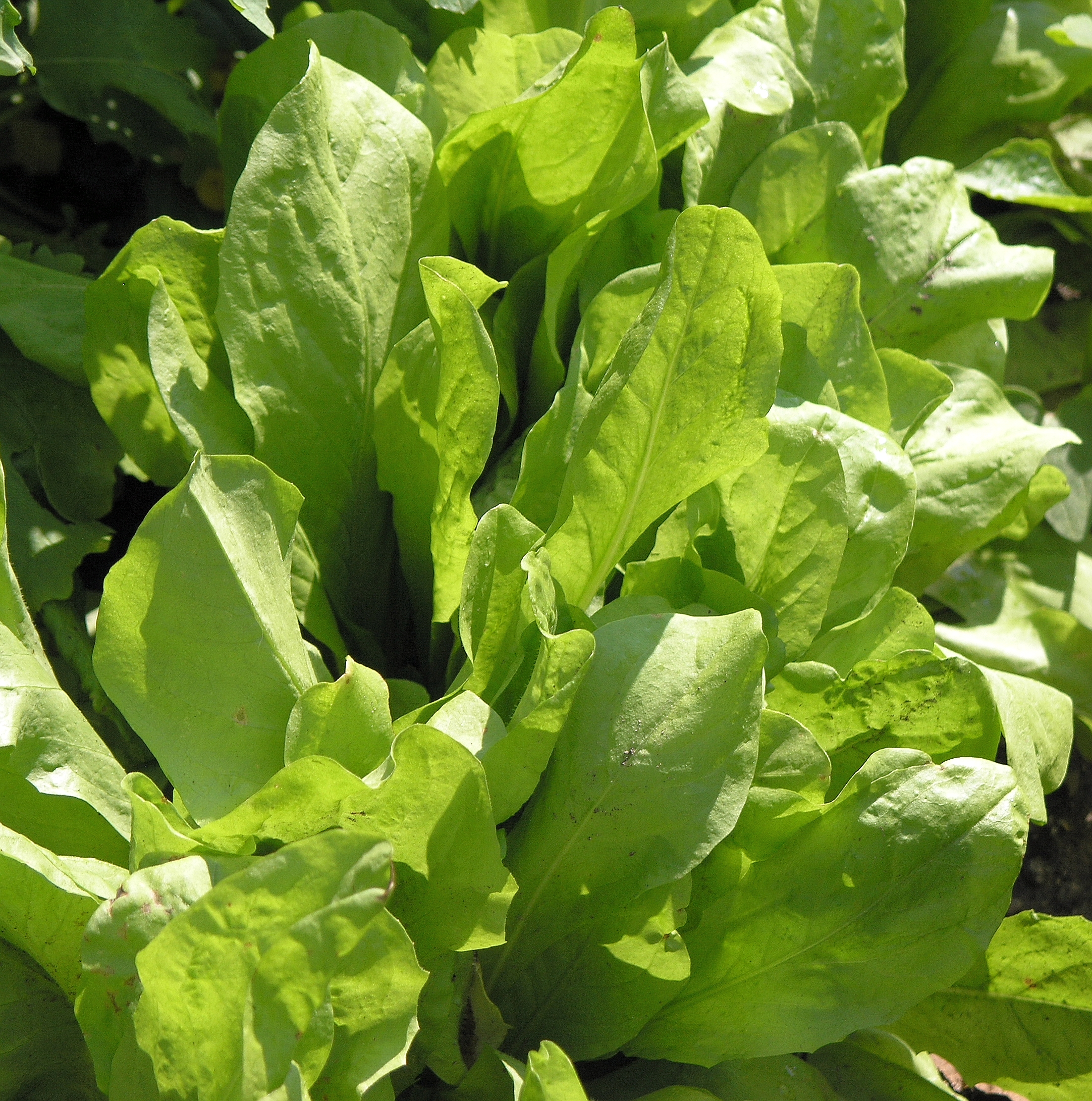
Schnittzichorie
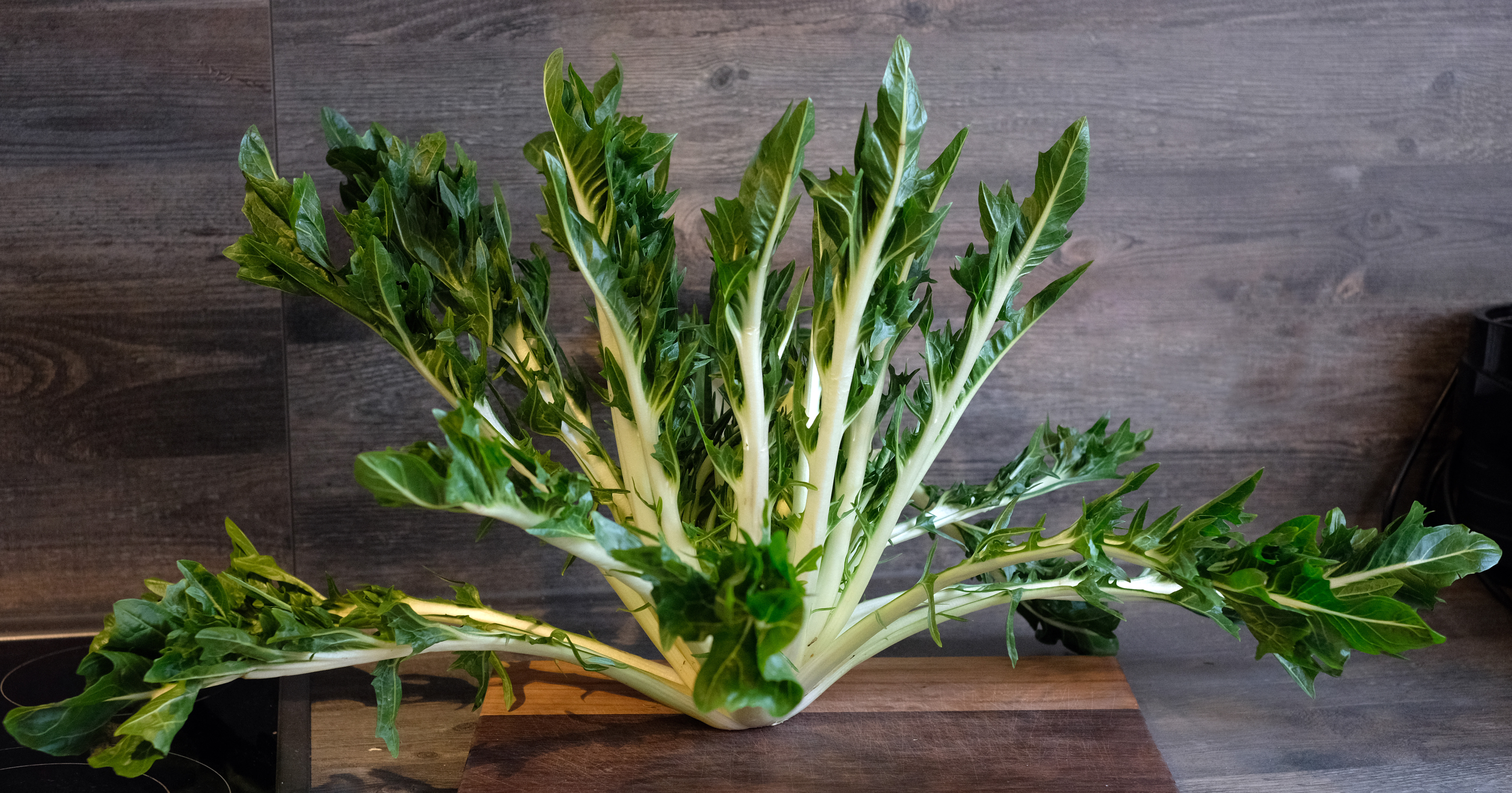
Puntarelle

## Mythen, Sagen, Lyrik
Vor allem aus dem ausgehenden Mittelalter sind viele Mythen bekannt, die der Wegwarte unglaubliche Zauberkräfte, vor allem im Liebeszauber, zuschreiben. Sie soll den Träger der (nach einem bestimmten Ritus ausgegrabenen) Pflanze im Kampf unbesiegbar und allgemein unverwundbar machen. Andere Mythen lauten dahingehend, dass eine Wegwarte unter dem Kopfkissen der Jungfrau im Traum den zukünftigen Ehemann erscheinen lässt. Wird die Pflanze am Peterstag mit einem Hirschgeweih ausgegraben, dann kann man einem anderen Aberglauben zufolge jede Person betören, die man damit berührt.
Eine Quelle führt eine alte Sage an, nach der die Blüten der Wegwarte die blauen Augen eines verwandelten Burgfräuleins seien, das am Wege vergeblich auf die Rückkehr ihres Geliebten vom Kreuzzug in das Heilige Land wartet. Man mag hierin Motive des Romans Heinrich von Ofterdingen des romantischen Dichters Novalis wiedererkennen. Fraglich ist jedoch, ob in der Wegwarte etwa eine reale Entsprechung des Symbols der Romantik, der „blauen Blume“, gesehen werden kann, das diesem Roman von Novalis entstammt.
In der Fruchtbringenden Gesellschaft wird Siegmund Wiprecht von Zerbst die Gemeine Wegwarte zugeordnet.
Der Heidedichter Hermann Löns widmet in seinem Band Der kleine Rosengarten der Wegwarte ein Gedicht.
Wegewarte

Es steht eine Blume,

Wo der Wind weht den Staub,

Blau ist ihre Blüte,

Aber grau ist ihr Laub.

Ich stand an dem Wege,

Hielt auf meine Hand,

Du hast deine Augen

Von mir abgewandt.

Jetzt stehst du am Wege,

Da wehet der Wind,

Deine Augen, die blauen,

Vom Staub sind sie blind.

Da stehst du und wartest,

Daß ich komme daher,

Wegewarte, Wegewarte,

Du blühst ja nicht mehr.
Von Isolde Kurz gibt es ebenfalls ein Gedicht mit dem Titel Die Wegwarte, das das oben genannte Motiv bei Novalis aufgreift.
Die Wegwarte

Mit nackten Füßchen am Wegesrand,

Die Augen still ins Weite gewandt,

Saht ihr bei Ginster und Heide

Das Mädchen im blauen Kleide?

Der Weg wird stille, der Weg wird leer.

So kommt denn heute das Glück nicht mehr?

Die Sonne geht rötlich nieder,

Ihr starren im Wind die Glieder.

– Das Glück kommt nicht in mein armes Haus,

drum stell’ ich mich hier an den Weg heraus;

und kommt es zu Pferde, zu Fuße,

ich tret’ ihm entgegen mit Gruße.

Es ziehen der Wanderer mancherlei

zu Pferd, zu Fuß, zu Wagen vorbei.

– Habt ihr das Glück nicht gesehen?

Die lassen sie lachend stehen.

Der Regen klatscht ihr ins Angesicht,

Sie steht noch immer, sie merkt es nicht:

– Vielleicht ist es schon gekommen,

– Hat die andere Strasse genommen

Die Füßchen wurzeln am Boden ein

Zur Blume wurde der Augen Schein.

Sie fühlt’s und fühlt’s wie im Traume,

Sie wartet am Wegessaume.

## Namensgebung
Cichorium (lateinisch früher auch cichorea und cicorea, auch cicoria, sowie sponsa solis ist die lateinische Version des griechischen Namens κιχώριον für Zichorie und Wegwarte sowie Endivie. Das altgriechische Wort ist vermutlich ein Fremdwort aus dem Ägyptischen, da die Wegwarte und die Endivie nach Plinius zuerst in Ägypten als Heil- und Salatpflanzen kultiviert wurden. Das Artepitheton geht auf das lateinische Wort intubus (griechisch έντυβον; in alten Texten unter anderem auch lateinisch intyba/intuba) für Zichorie, Endivie zurück, das mit dem ägyptischen Wort tybi für Januar verwandt ist, da die Laubblätter der Endivie besonders als Wintersalat gegessen wurden.

## Trivialnamen
Für die Gewöhnliche Wegwarte bestehen bzw. bestanden auch die weiteren deutschsprachigen Trivialnamen: Cichurien (Mecklenburg), Cikary (Eifel), Feldwegwarte, Hemelslötel, Hindeg (Schlesien), Hindlauf (mittelhochdeutsch), Hindlaup (mittelhochdeutsch), Hindlefte (mittelhochdeutsch), Hindleufte (Schlesien), Hindlichte (mittelhochdeutsch), Hindlock (mittelniederdeutsch), Hindloff (mittelniederdeutsch), Hindlope (mittelniederdeutsch), Hindluft (Schmalkalden), Hinlaup, Hintlauf, Hintlefft (mittelniederdeutsch), Hintloft (mittelniederdeutsch), Hindtlauf, Hintloifte (althochdeutsch), Hintloiphe (althochdeutsch), Hintlopht (althochdeutsch), Hintloufte (mittelniederdeutsch), Hintluch (mittelhochdeutsch), Hundslauf, Hundsläufte (Schlesien), Hindlauf, Hindlaup, Hindlefte, Hindlichte, Irenhard (Göttingen), Verfluchte Jungfer (Ostpreußen), Kankerkraut, Kattenworza (St. Gallen bei Werdenberg), Krebskraut, Mode (Schwaben), Ringelkraut, Rauheerich (Sommerfeld), Schweinbrust, Sommerwend, Sonnendrath (Thüringen), Sonnenkraut, Sonnenwedel (Thüringen), Sonnenwend (mittelhochdeutsch), Sonnenwendel, Sonnenwerbel, Sonnenwerdel (mittelhochdeutsch), Sonnenwirbel, Blauer Sonnenwirbel (mittelhochdeutsch), Sonworbel (mittelhochdeutsch), Sunderwerbel (mittelhochdeutsch), Sunenwerbel, Sunnenwerbel, Sunnenwerve (mittelniederdeutsch), Sunnenwervel (mittelniederdeutsch), Sunniwirpela (althochdeutsch), Sunwirbel (mittelhochdeutsch), Tarantschwanz, Vogelleuchte, Wandelistengel (Siebenbürgen), Warzkraut, Wasserwart (Schlesien), Wegeleuchte (Schlesien), Wegerein (mittelhochdeutsch), Wegluaga (St. Gallen), Weglug (Braunschweig, Schweiz), Wild Weglug, Wegwart (Braunschweig), Wegwarte (Österreich), Wegwartz, Wegweiss, Wegweise (mittelhochdeutsch), Wegweisse, Wegworz, Wendel (Schlesien), Weygebreit (mittelniederdeutsch), Wirbel (mittelhochdeutsch), Würza (St. Gallen), Zichorjen (Weser), Zichurn (Mecklenburg), Zikohri (Siebenbürgen) und Zuckerei (Westfalen).

## Geschichte

### Historische Abbildungen

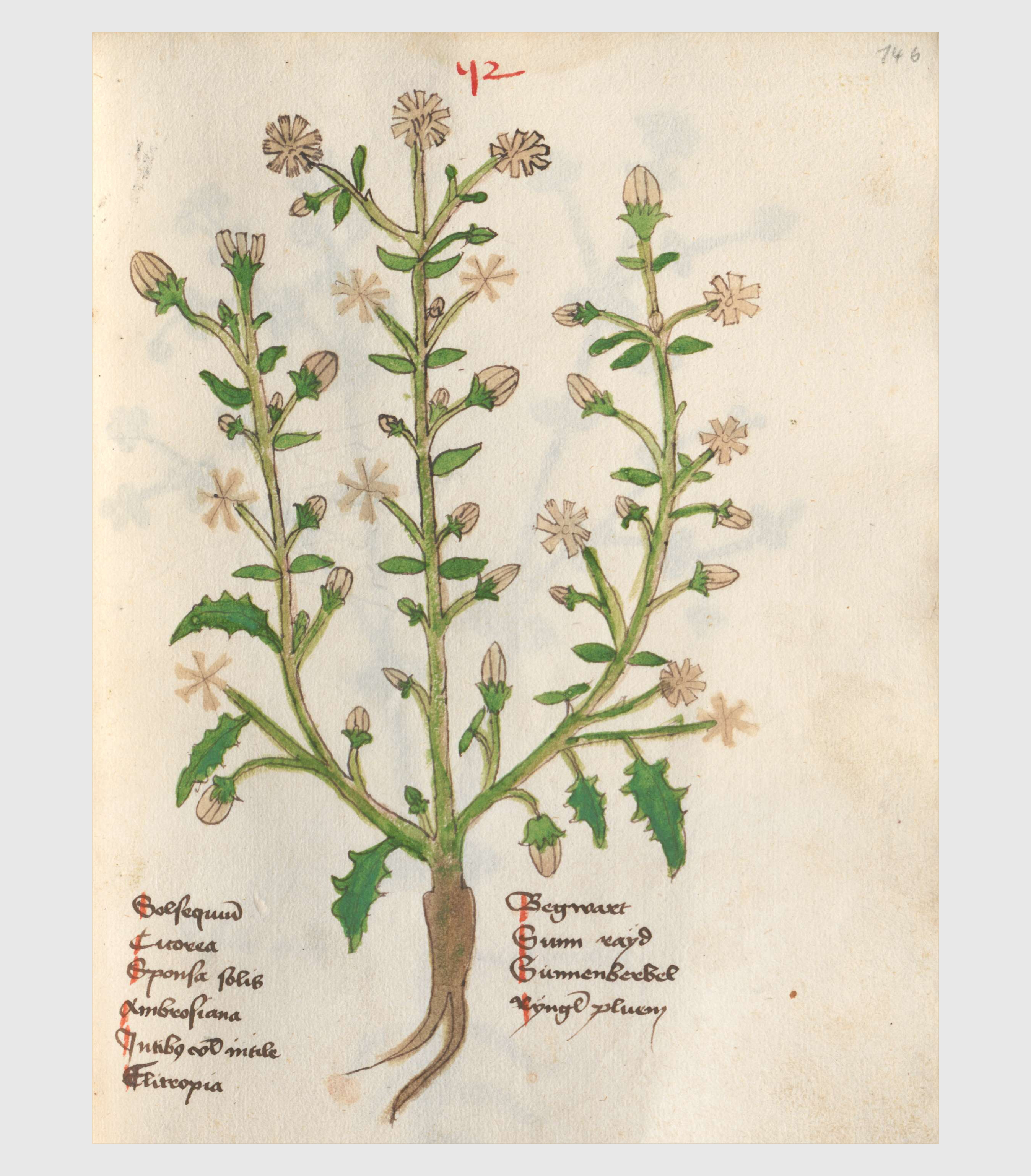
Vitus Auslasser 1479
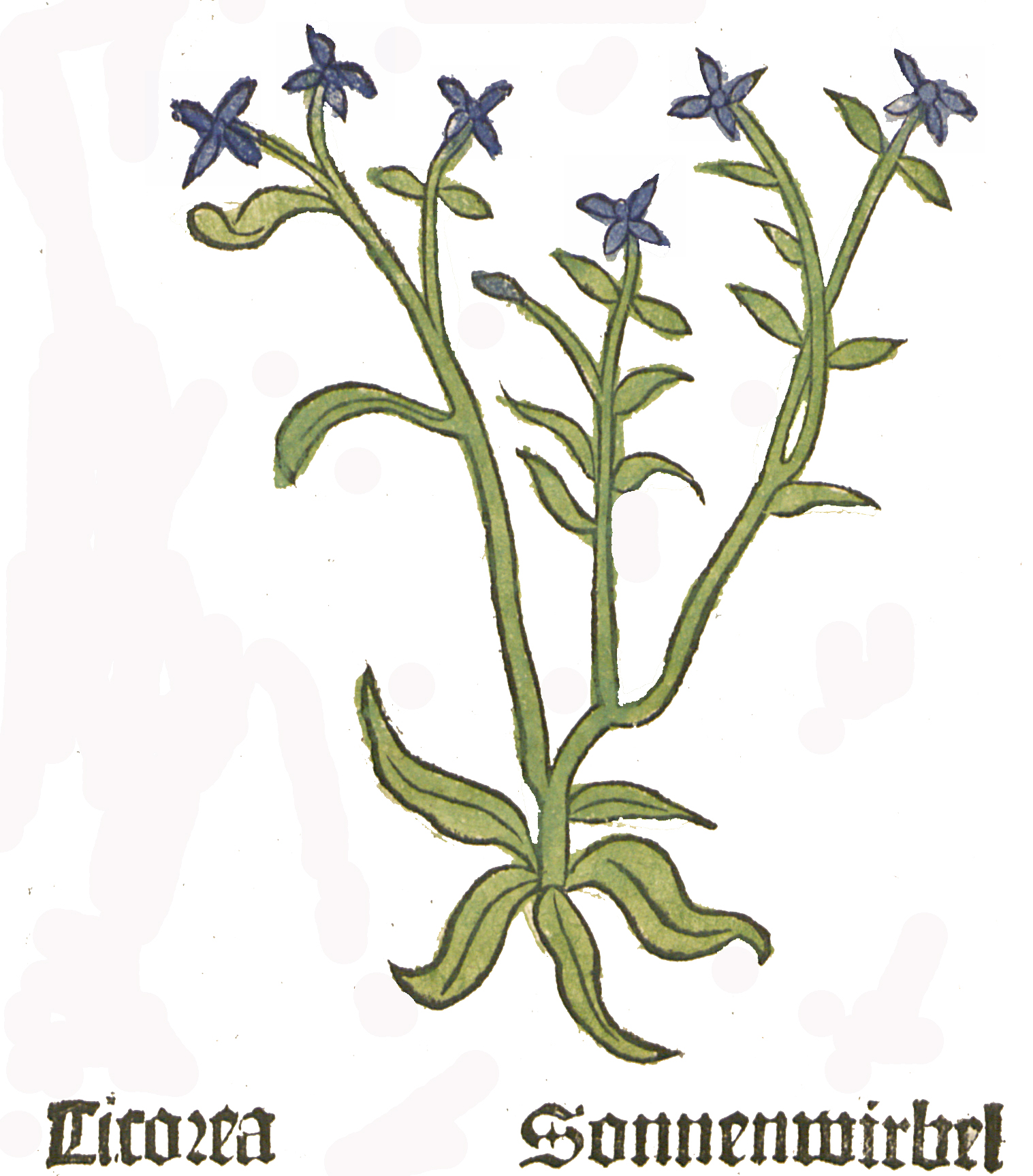
Herbarius Moguntinus 1484
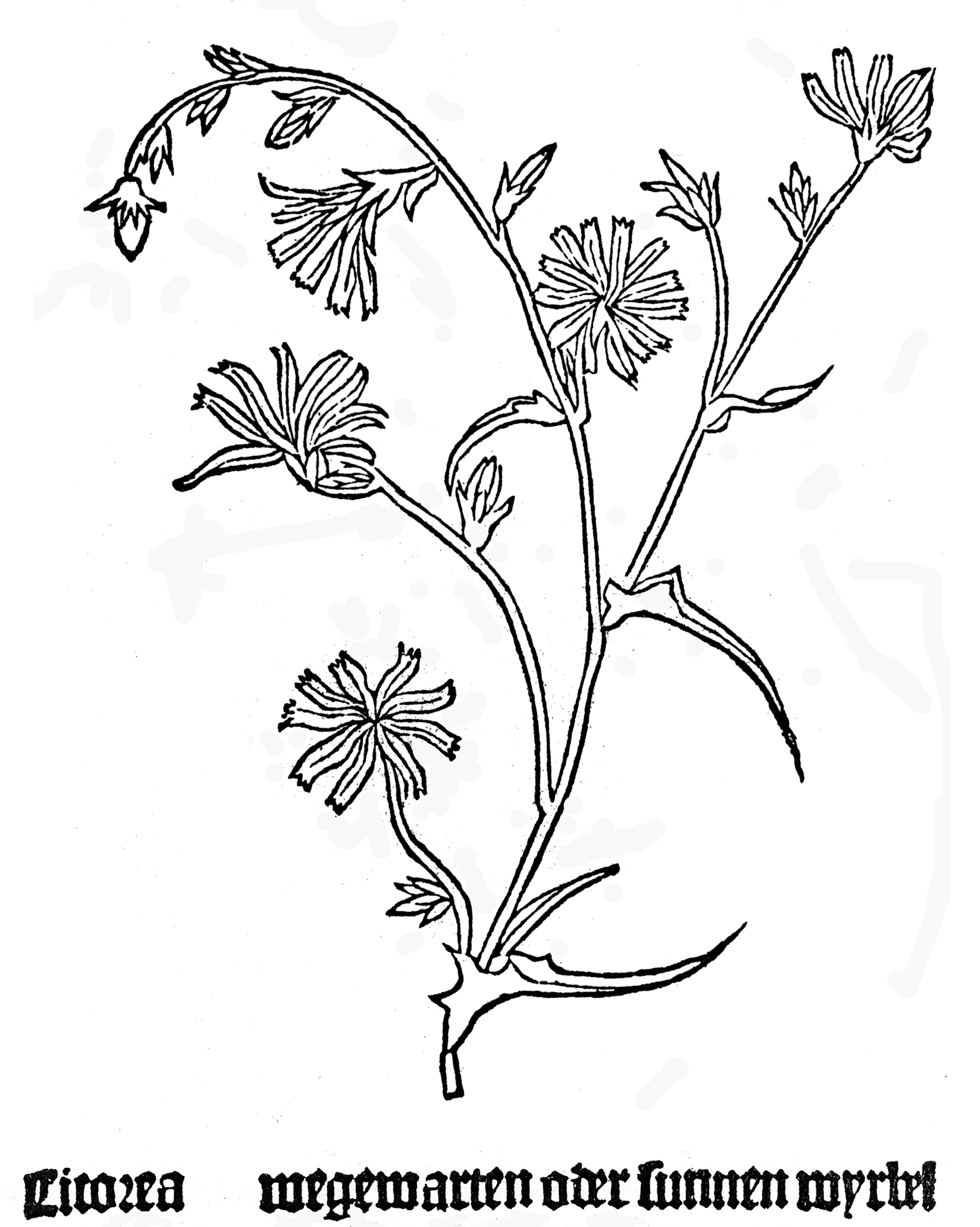
Gart der Gesundheit 1485
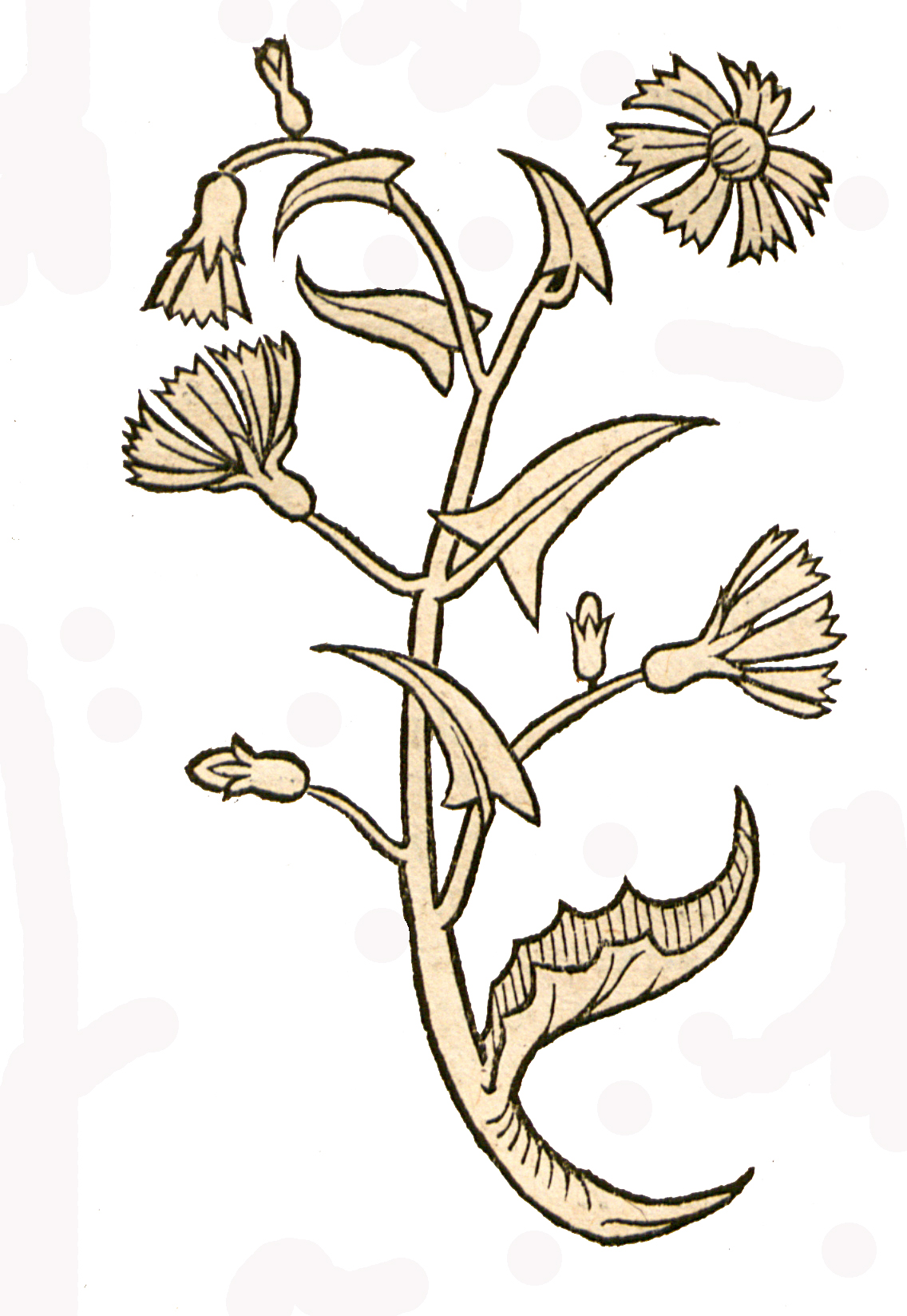
Hortus sanitatis 1491
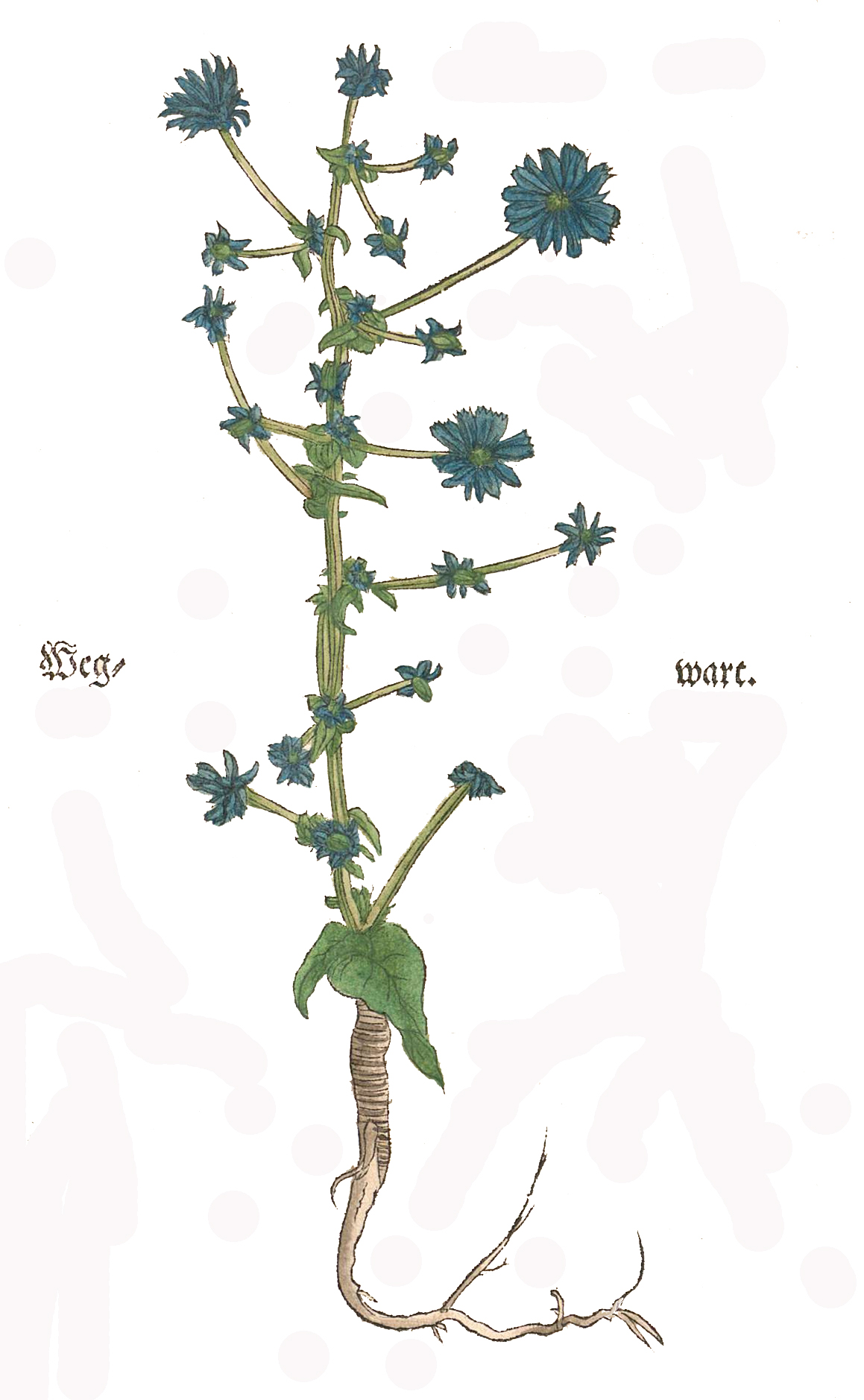
Otto Brunfels 1532
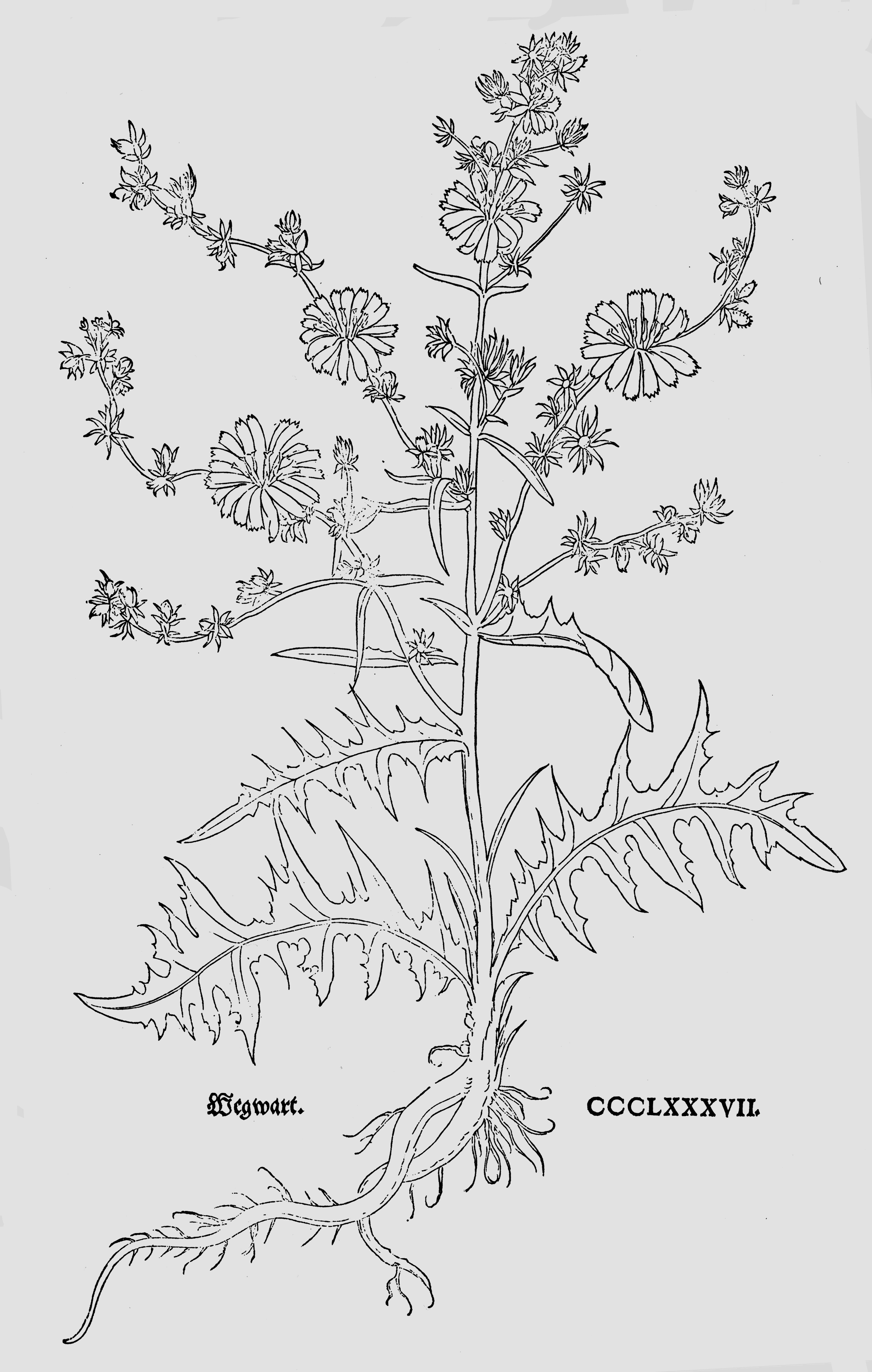
Leonhart Fuchs 1543
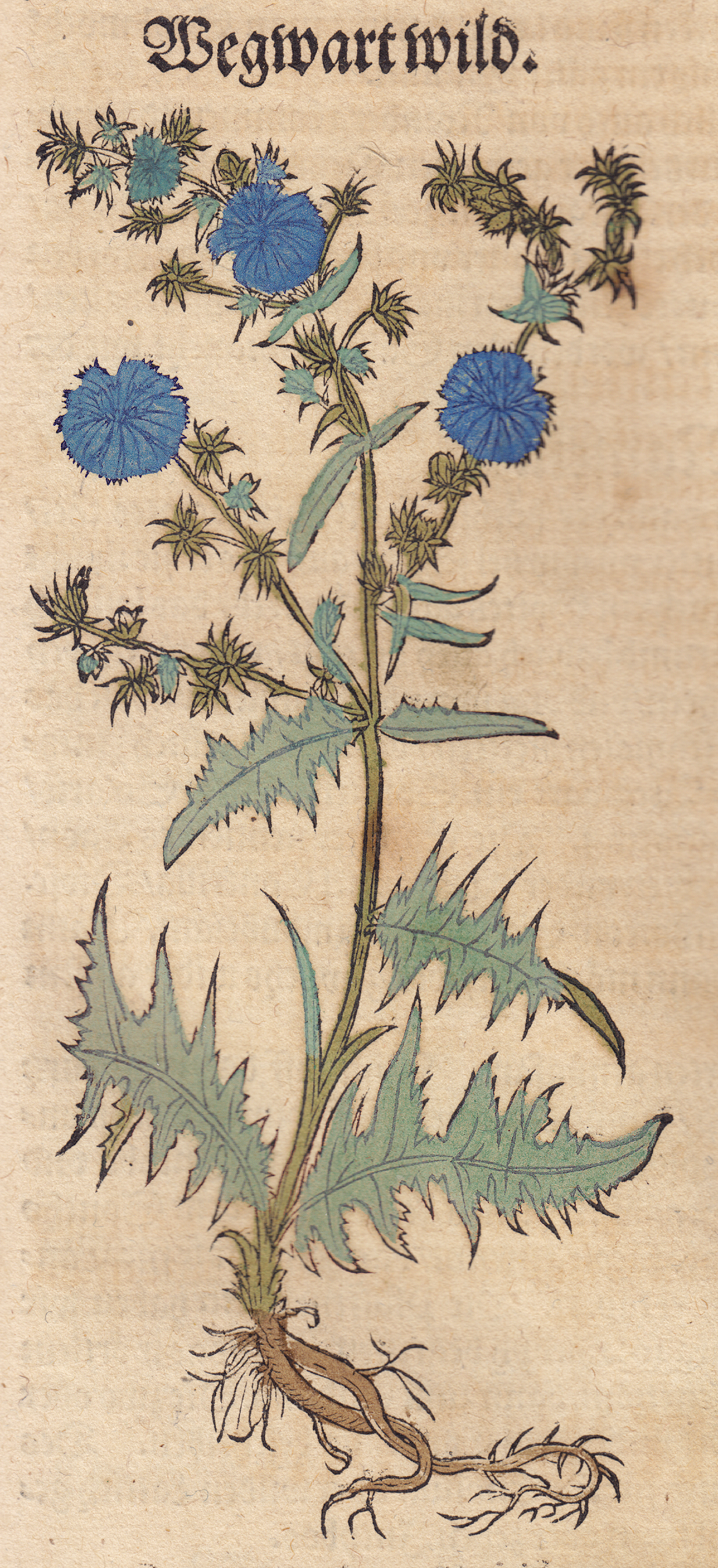
Hieronymus Bock 1546
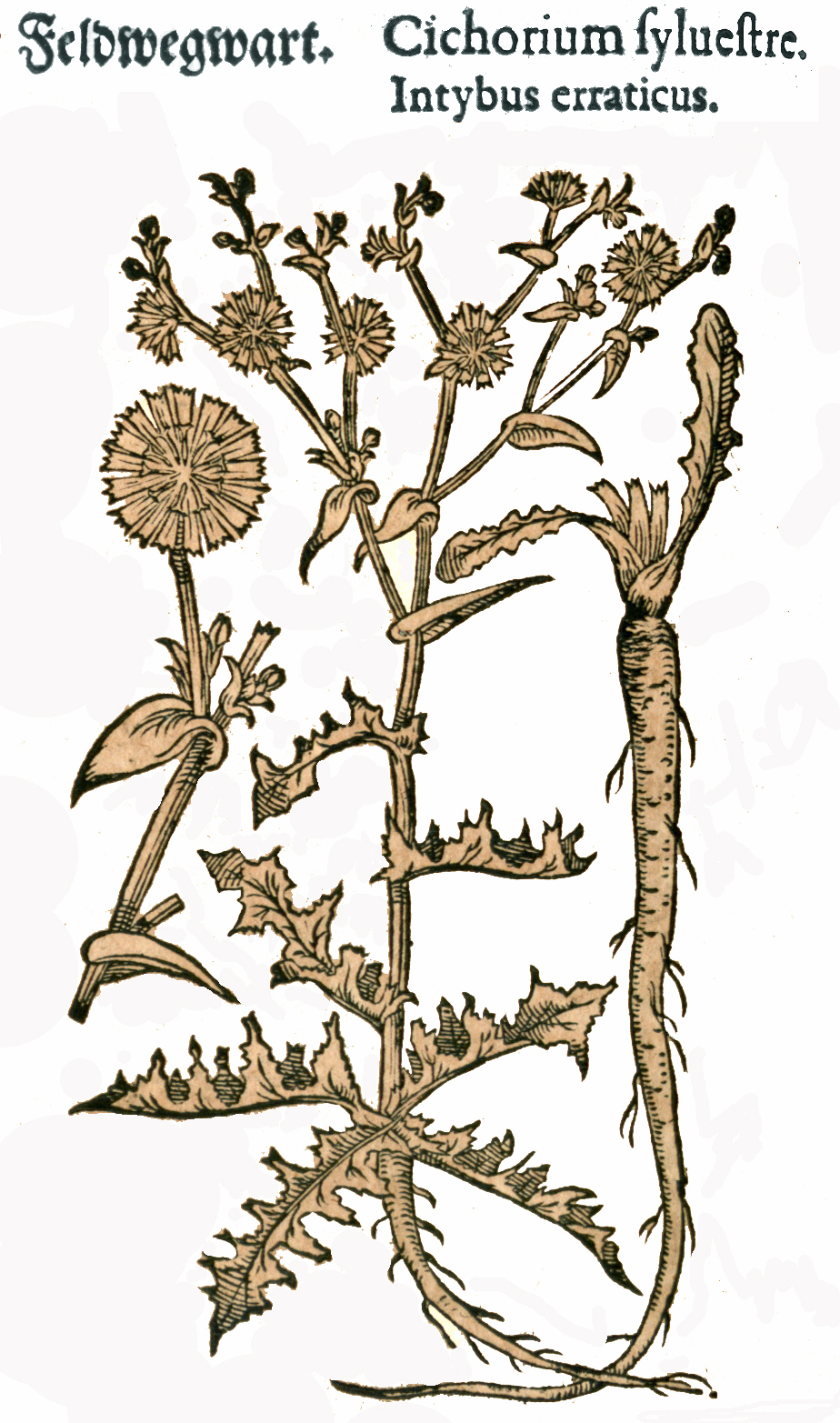
Mattioli / Handsch / Camerarius 1586